# Armata romană

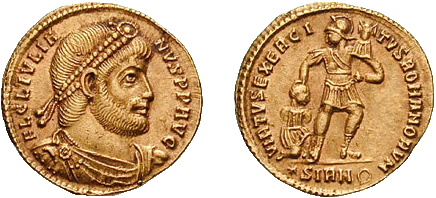
Solidus, monedă din aur; avers: FL CL IVLIA-NVS P P AVG, capul împăratului roman Iulian Apostatul (ce a domnit între 361–363) purtând diademă perlată, mantie și platoșă, spre dreapta; revers: un soldat roman care ține un prizonier de păr și legenda VIRTUS•EXERCI-TUS•ROMANORUM („Curajul armatei romane”). În exergă, SIRM

Armata romană (în latină EXERCITUS•ROMANORUM) este termenul generic pentru forțele armate terestre ale Regatului Romei (până în 500 î.Hr.), Republicii Romane (500 î.Hr. - 31 î.Hr.), Imperiului Roman (31 î.Hr. - 476 d.Hr.) și ale Imperiului Roman de răsărit (Βασιλεία τῶν Ῥωμαίων [„împărăția Romeilor”], prescurtat Ῥωμανία (Romania), supranumit din sec. al XVIII-lea Imperiul bizantin) (476 - 1453). Termenul a fost în uz circa 2000 de ani, perioadă în care forțele armatei romane au suferit numeroase schimbări în compunere, organizare, echipamente și tactici, păstrând un nucleu de tradiții de durată.

## Etape istorice

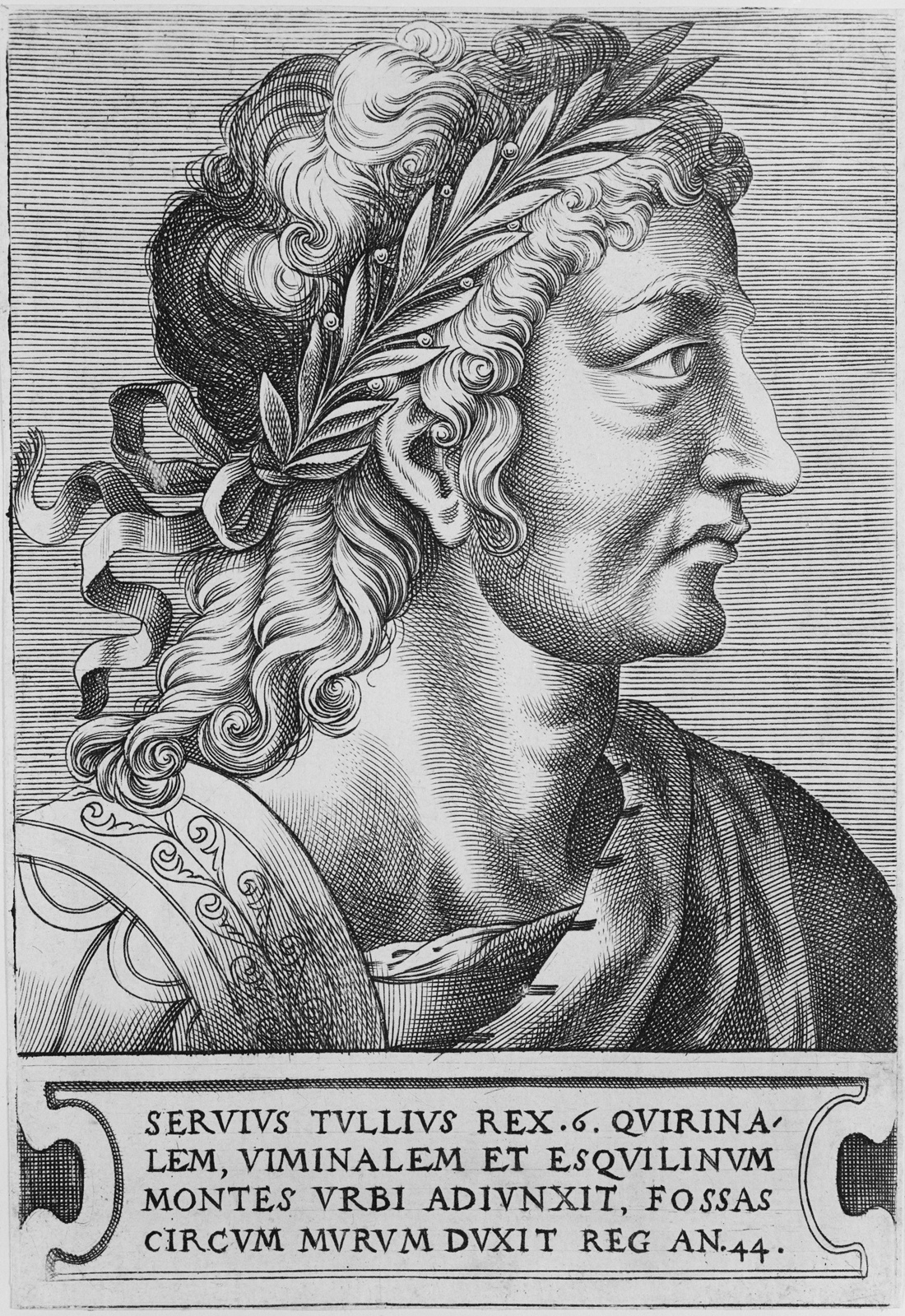
Servus Tullius

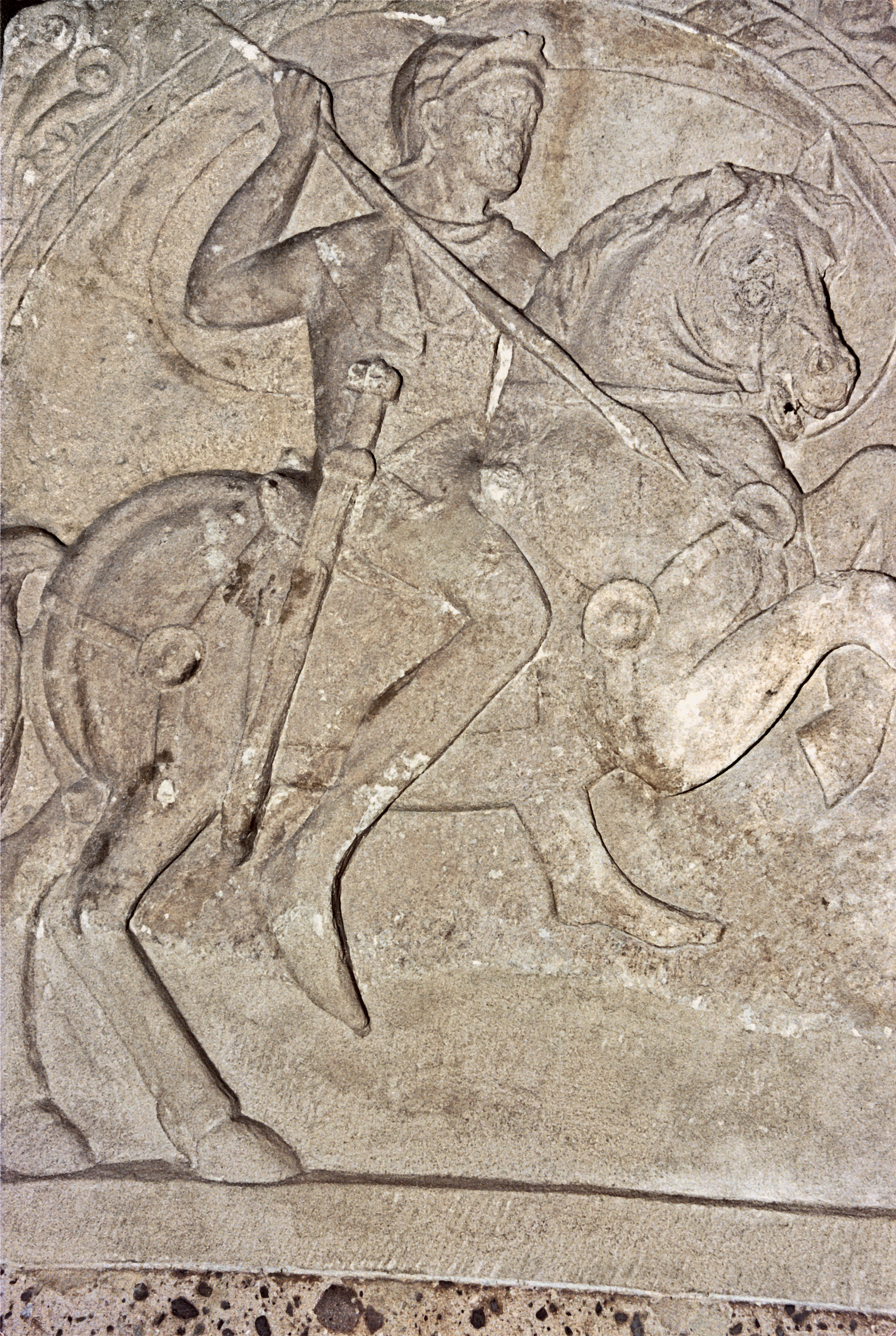
Auxiliar roman din secolul I d.H.

Dezvoltarea armatei romane poate fi împărțită în opt etape istorice mari.
- Armata romană timpurie a regatului roman și a Republicii timpurii (cca. 300 î.Hr.). Pentru această perioadă, când războiul consta în principal în scurte incursiuni de jaf, s-a sugerat că armata romană a urmat modelul etrusc sau grec de organizare și echipare. Armata romană timpurie se baza pe un impozit anual și pe recrutarea cetățenilor pentru o singură campanie (un sezon). De aici a rezultat termenul de legiune folosit pentru unitatea militară romană de bază, cuvânt derivat din latinescul legere „a percepe”.

- Armata romană din timpul Republicii (armata romană de la mijlocul Republicii, armata de manipule sau armata polibiană, după numele istoricului grec Polybius, care a făcut descrierea cea mai detaliată a acestei faze) (cca. 300-88 î.Hr.). În această perioadă, romanii, menținând în același timp și sistemul de impozitare, au adoptat ca organizare pentru Armata romană târzie / armata romană din Est (284-641) legiunile lor manipulele (latină manipulus) după modelul celor folosite de samniți. Romanii au obligat toate celelalte state din peninsula Italică să formeze o alianță militară permanentă (vezi Socii). Astfel, celelalte state au furnizat (împreună) aproximativ același număr de trupe la forțele comune ale romanilor și erau subordonate comandamentului roman.

- Armata romană din perioada lui Cezar (88-30 î.Hr.) marchează tranziția de la recrutarea cetățenilor din timpul Republicii la forțe profesioniste permanente ale epocii imperiale, forțe preponderent voluntare. În această perioadă, comandanții supremi ai armatelor cvasi-permanente erau imperatorii, lideri militari puternici, Cezar, Pompei și Marc Antoniu, care au iscat războaie civile în competiția pentru adjudecarea puterii supreme în stat. Ca urmare a războiului social (91-88 î.Hr.), tuturor locuitorilor peninsulei Italice li s-a acordat cetățenia romană. Vechile alae[2] au fost desființate și membrii lor integrați în legiuni. Cavaleria, formată din cetățeni ai Republicii, a fost mult redusă ca număr și înlocuită de cavaleria indigenă din provinciile romane.[3]

- Armata romană imperială
- Armata romană târzie
- Armata bizantină
- Armata bizantină din timpul Dinastiei Comnen
- Armata bizantină din timpul Dinastiei Paleolog

## Armata romană timpurie (cca. 300 î.Hr.)

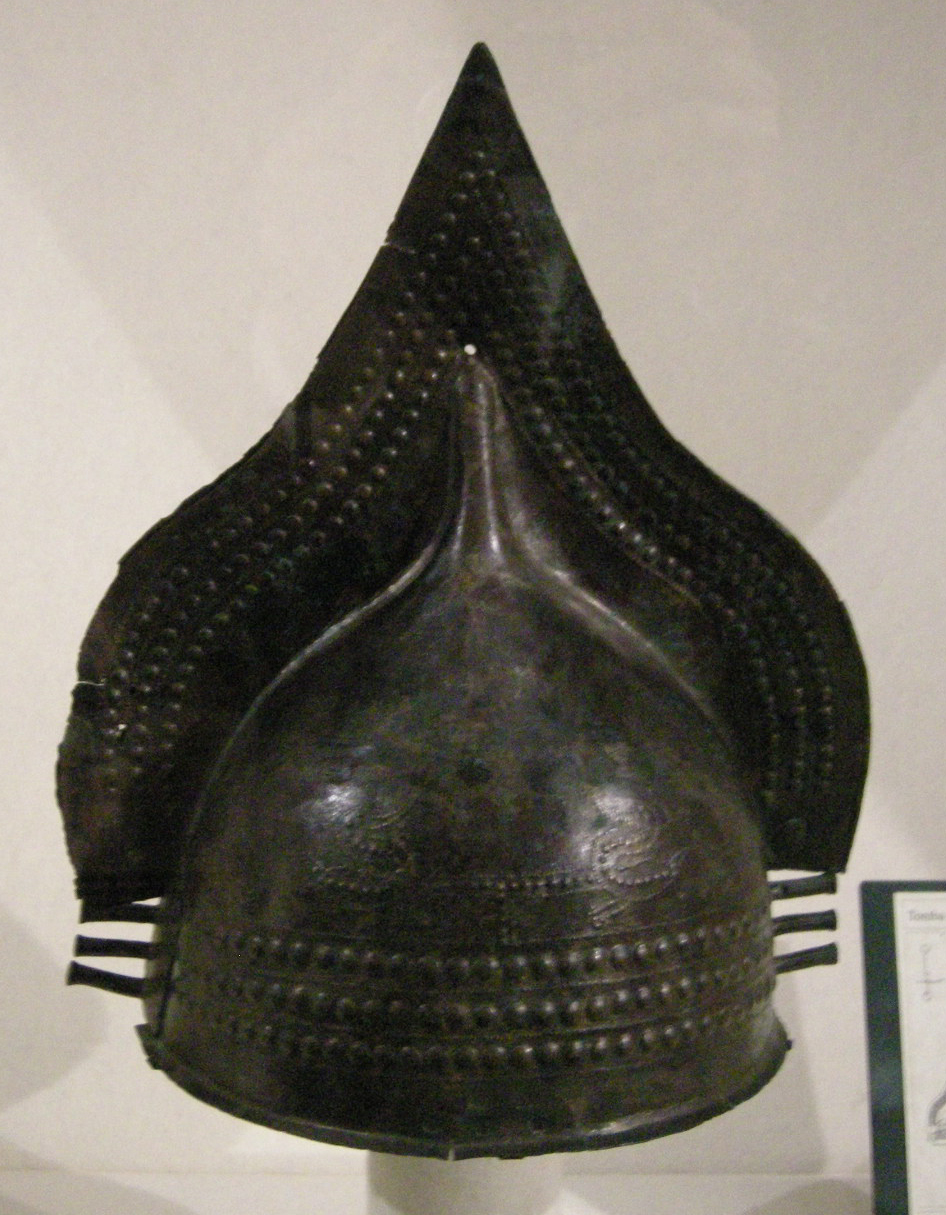
Coif de tip Villanova

Roma s-a extins lent și a fost timp de secole o comunitate ca atâtea altele care ducea războaie de mică anvergură. Armata romană arhaică era constituită prin recrutare generală la nivelul proprietarilor de pământ din gentes și clientalae.

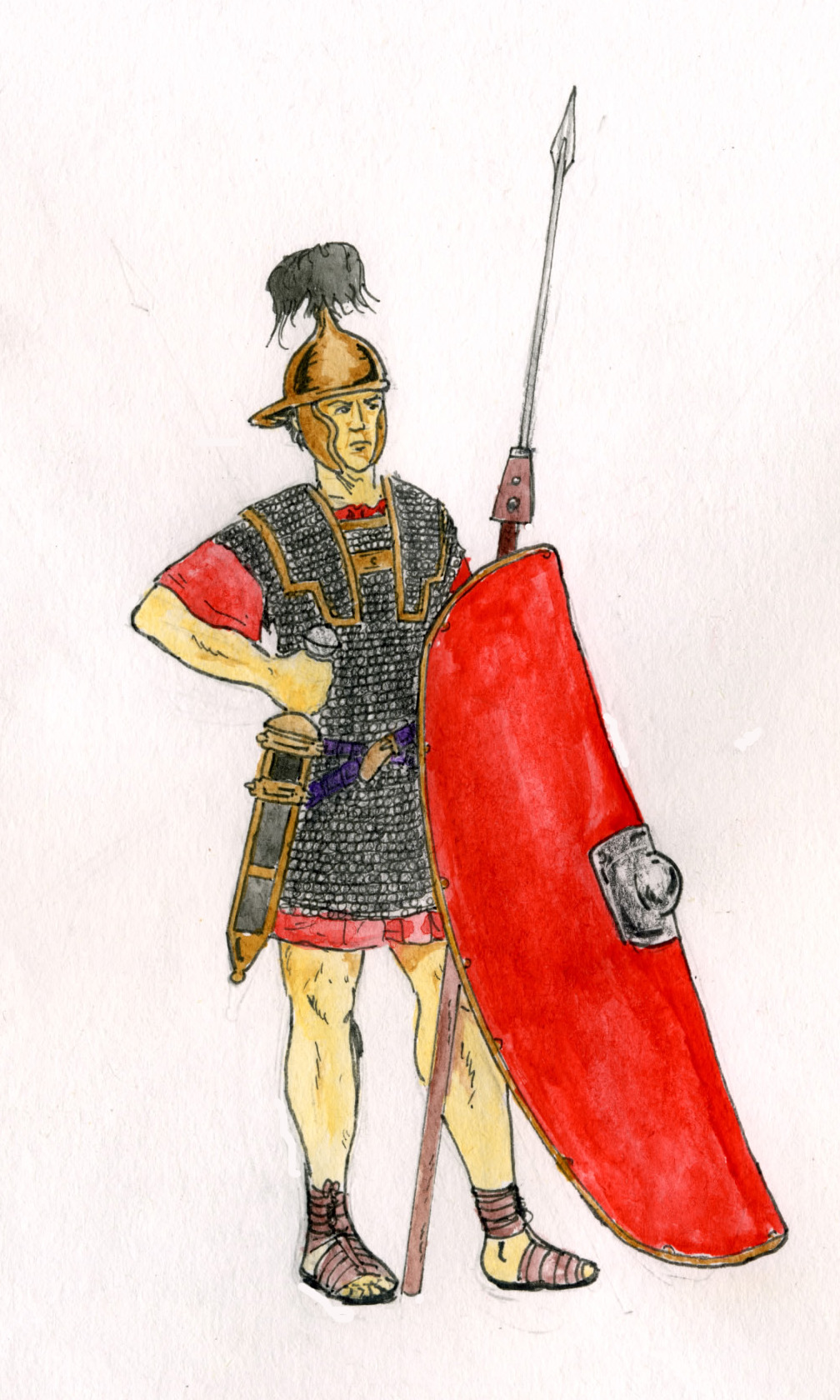
Reconstituirea imaginii unui soldat roman legionar din era republicană (500 î.Hr. - 31 î.Hr.). Are scut oval și un nou tip de cască Montefortino. Echipamentul legionarilor imperiali (31 î.Hr. - 476 d.Hr.) era similar, dar mai sofisticat

Există puține izvoare sigure despre istoria timpurie a Romei. Armata romană timpurie era organizată în trei triburi, fiecare dintre acestea oferind câte 1.000 de oșteni pedeștri comandanți de un tribunus militum, plus trei escadroane formate din 100 de oșteni călare (aceștia puteau fi equites sau celeres), comandați de un tribunus celerum. La începuturile armatei romane, echipamentul din fier era relativ rar.
Pumnalele, spadele de bronz și lăncile au fost treptat înlocuite. Coifurile erau de modele diferite, dar poate cel mai impresionant din punct de vedere vizual era modelul Villanova. Un astfel de coif a fost descoperit la Tarquinia. Coifuri Villanova au fost descoperite și în alte necropole din centrul și nordul Italiei și datează din secolele IX-VII î.H. Un tip de coif asemănător (însă fără creastă metalică) era „clopotul”.
Armura conținea uneori platoșă de zale. La un moment dat, romanii au adoptat falanga de la hopliți, introdusă în Italia probabil de coloniștii greci. Primul autor care a folosit termenul de „falangă”(„φαλαγξ”) este Homer. Denumirea hopliți era derivată de la „hoplon”, un scut circular cu un diametru de circa 90 de centimetri. Era confecționat din lemn și acoperit cu un strat de bronz.
Scuturile erau legate cu o curea de cotul stâng și ținute de mâner. Principala armă a hopliților era o lance folosită la împuns, de o lungime de circa 2,45 metri. O armă secundară era, de obicei, o spadă scurtă. Soldații luptau în formație compactă, fiecare stând unul lângă altul și lăsând partea dreaptă descoperită, pentru ca aceasta să fie protejată cel puțin de scutul soldatului vecin.
Falanga greacă a apărut pentru prima oară în Grecia, probabil în secolul al VIII-lea î.H. Chiar dacă coiful, scutul și armura ofereau o protecție foarte bună, luptele corp la corp erau foarte periculoase, mai ales dacă inamicii erau echipați la fel de bine și erau la fel de agresivi. O falangă victorioasă suferea pierderi de circa cinci la sută, mai ales în primele rânduri. Luptele fiind foarte dure, falangele aveau în rare cazuri mai puțin de opt rânduri, unele falange putând fi compuse din până la patruzeci de rânduri.
Oștenii din rândul doi, îi puteau străpunge pe dușmani, pe deasupra umerilor soldaților din primul rând. Oștenii din rândurile nu puteau participa la ciocnirile în care erau implicate primele două rânduri.
Hopliții erau oameni relativ înstăriți și își puteau procura dotare militară scumpă. Adoptarea falangei de către romani nu a dus la abandonarea modurilor mai vechi de luptă. Gărzile de corp ale regelui erau recrutate preponderent din unitățile ecvestre de tip equites.
O sursă fragmentară, dar de încredere, „Ineditum Vaticanum”, consemnează că equites nu s-au remarcat până la războaiele cu samniții din secolul IV î.H. O reformă importantă a armatei a avut loc în timpul lui Servus Tullius, care a creat sistemul servian. Titus Livius și Dionysus au relatat detaliat despre acest sistem. Valoarea averii tuturor bărbaților romani era înregistrată într-o listă de recensământ, numită census. După avere, erau repartizați în cinci clase. Acestea erau organizate în centurii, astfel că cei din ordinul ecvestru serveau în cele 18 centurii de cavalerie.
Fiecare clasă era împărțită în centurii de seniores și iuniores, după vârstă. Această organizare a mers, probabil, mână în mână cu adoptarea tacticii hopliților (dar nu toți istoricii împărtășesc această variantă).

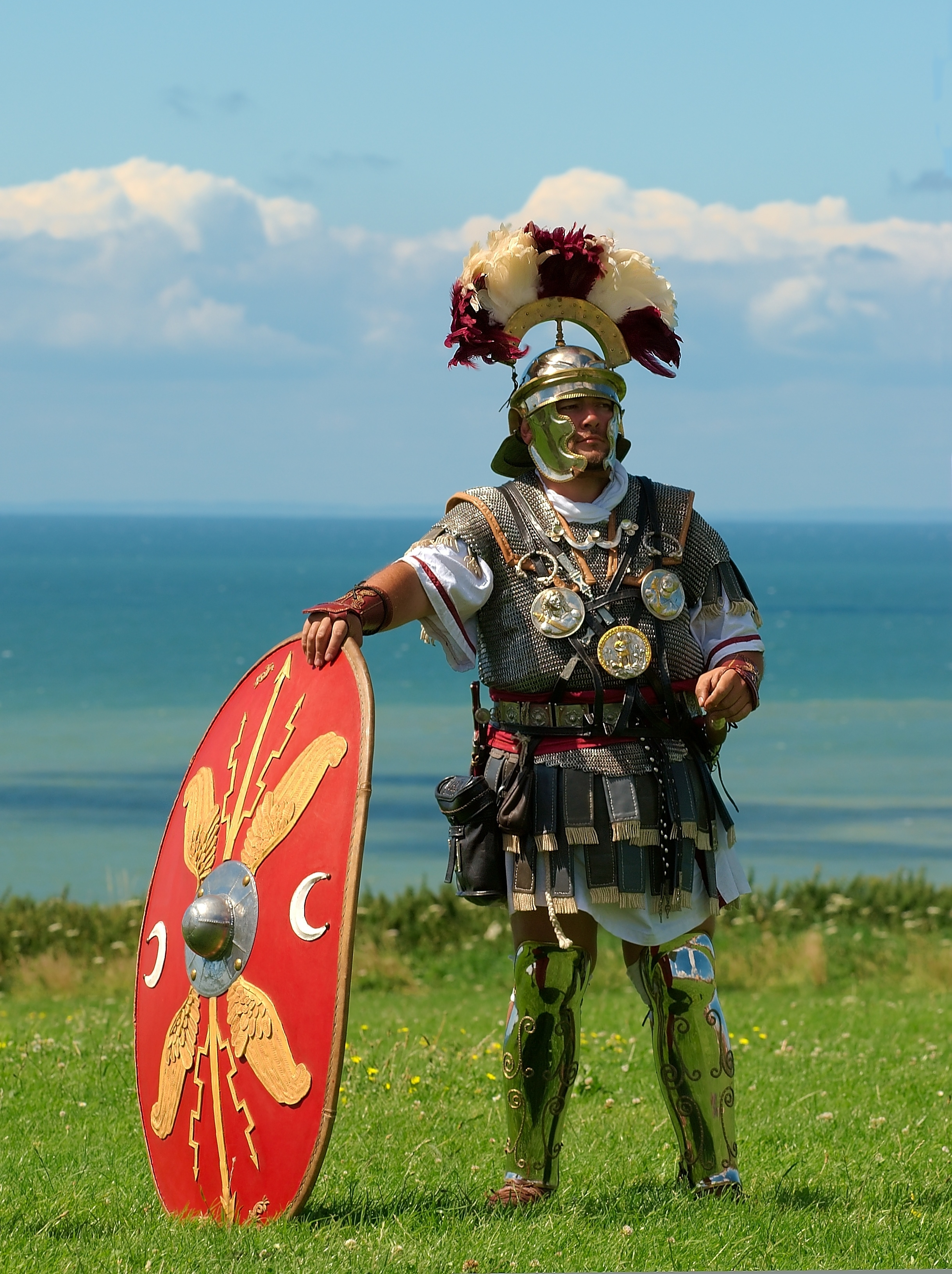
Reconstituirea imaginii unui centurion

Odată ce a apărut noua formațiune de luptă, a fost nevoie de un echipament nou: clipeus (scut rotund) și paloșul. Diferențele între echipamentul soldaților din clasele I-III (probabil și IV) sunt nesemnificative.

## Armata romană din timpul Republicii (cca. 300-88 î.Hr.)
După ce au abandonat falanga, romanii și-au dovedit capacitățile de adaptare. În Roma republicană dreptul de a servi în armată a fost un privilegiu al cetățenilor assidui, al proprietarilor.
Împreună, acestea formau classis sau populus. Polybius a făcut o descriere detaliată a armatei romane de la mijlocul secolului al II-lea î.H., referitoare la cel de-al doilea război punic. Istoricul grec a crezut (cu temei) că armata romană nu a suferit schimbări semnificative de la începutul secolului al III-lea î.H. Istoriile lui Polybius au fost scrise cu puțin înainte de anul 150 î.H. Polybius (născut în jurul anului 200 î.H.) a devenit în 170 sau 169 î.H. hiparchos în Liga Aheeană și scrisese cartea Despre tactici. 

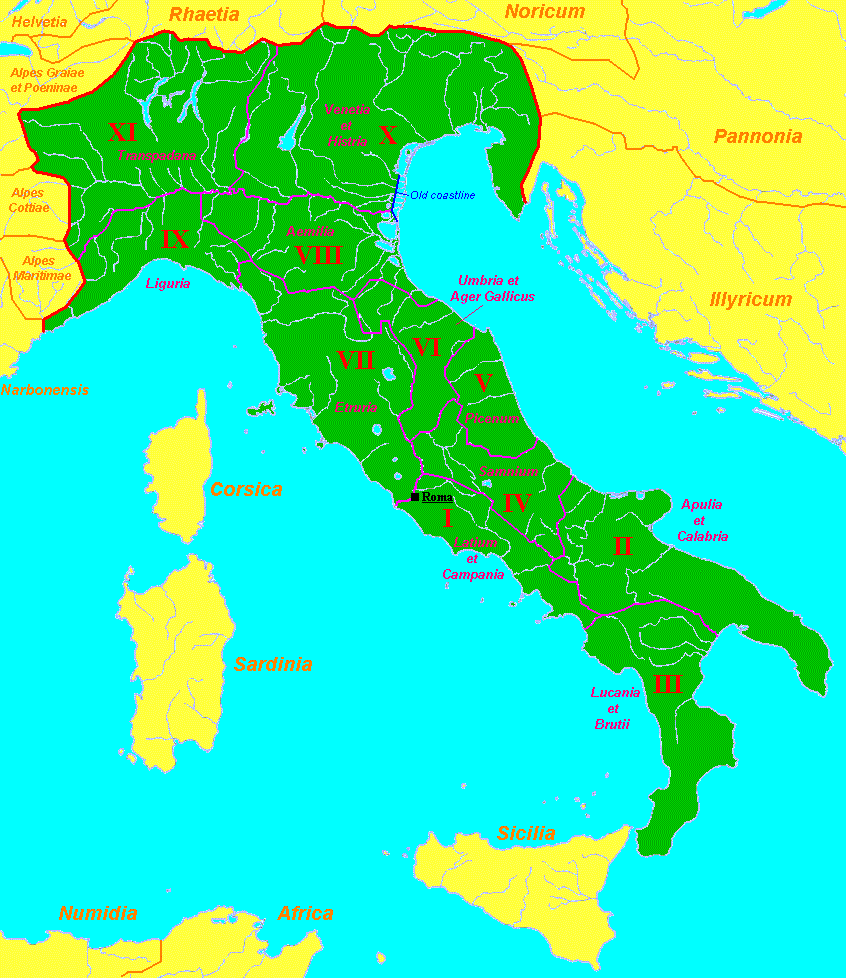
Italia romană

Polybius s-a aflat printre cei 1.000 de ahei deportați la Roma. Aici s-a împrietenit cu Scipio Aemilianus, pe care l-a însoțit în diverse călătorii. A fost alături de Scipio și la distrugerea Cartaginei în anul 146 î.H. Relatările sale despre echipamentul militar roman s-au bazat, probabil, pe propriile observații. În timpul lui Polybius, armata romană era o miliție temporară, iar în census erau înregistrați cetățenii suficient de înstăriți pentru a putea fi recrutați. Soldații nu erau obligați să lupte mai mult de 16 campanii, timp de peste 16 ani. Senatul decidea numărul oștenilor de mobilizat și unde anume să fie trimiși.
Armatele erau conduse de magistrați aleși pentru un an. Senatul putea să le prelungească mandatul. Consulii erau aleși anual și aveau sarcini militare importante. Pretorii aveau rang inferior consulilor, le încredințate operațiuni de o anvergură mai mică. De obicei, în timpul lui Polybius, consulul avea în subordine două legiuni, iar pretorul o legiune. Legiunea obișnuită era formată din 4.200 de pedeștri și 300 călăreți. Bărbații cei mai bogați formau unitățile equites și erau împărțiți în zece turmae comandate de trei decurioni.
Deși Polybius nu face o descriere a unităților equites, este probabil că soldații din cavaleria romană luptau în formație strânsă și aveau în dotare lance, spadă, coif, platoșă și un scut circular. Soldații pedeștri ai legiunii aveau rosturi diferite, însă nu doar în funcție de avere, ci și de vârstă. Cetățenii săraci care dispuneau însă de bani suficienți pentru a fi recrutabili alcătuiau formațiunile de velites sau cavaleria ușoară, alături de soldații prea tineri ca să lupte în prima linie. Fiecare velites era echipat cu scut rotund, sulițe ușoare și spadă (cel puțin de la mijlocul secolului II î.H.). Unii dintre velites purtau coifuri. Aceștia erau în număr de 1.200, deși nu se știu prea multe amănunte despre ei.
Cea mai importantă forță a legiunii era infanteria, care era formată din trei șiruri. În primul șir erau hastati, oșteni mai tineri; al doilea șir era format din principes, bărbați în vârstă de între 20 și 40 de ani. Al treilea șir era format din triarii, cei mai bătrâni și mai experimentați. Fiecare șir era împărțit în zece manipule. Astfel, un manipul de hastati sau principes era format din 120 de soldați, iar un manipul de triarii avea un efectiv 60 de oameni.
În scopuri administrative, manipulul era împărțit în două centurii conduse de un centurion, sprijinit de un optio (locțiitor), un signifier (purtătorul stindardului) și un tesserarius (comandantul gărzii). Alte unități noi, rorarii, accensii și leves reprezentau ceea ce odată fuseseră a treia, a patra și a cincea clasă în sistemul falangei.
Tactica de luptă era următoarea: hastat provocau inamicul la luptă. În cazul în care lupta se încingea, aceștia se retrăgeau până în linia a doua principes-ilor și puteau contraataca.

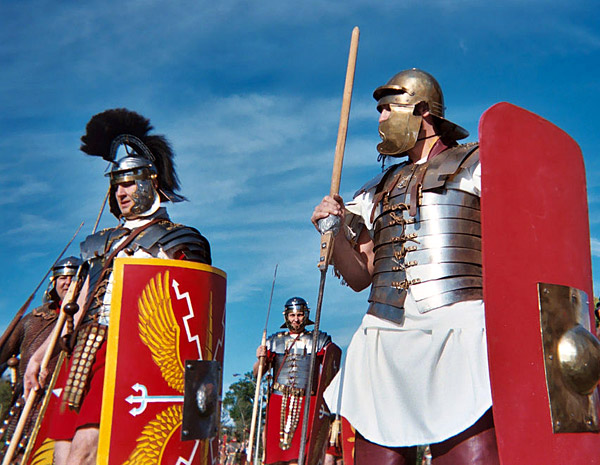
Soldați romani, reconstituire, Nashville, Tennessee, SUA

Cu câțiva metri în spatele principes-ilor, stăteau îngenuncheați triarii, care, dacă infanteria grea era împinsă în spate, puteau șarja cu propriile sulițe, șocând inamicul cu trupe noi care înlesneau regruparea ostașilor principes. Triarii erau înțeleși în general ca ultima apărare, în spatele cărora hastati și principes se puteau retrage. În spatele rândurilor închise ale triariilor, armata putea încerca ulterior să se retragă. Legiunea nu era tot timpul formată din exact 4200 de infanteriști și 300 de cavaleriști.
În timpul campaniilor, din cauza morții pe câmpul de luptă sau bolilor, evident, armata se micșora. De asemenea, în situații dificile, Senatul putea mobiliza legiuni de 5000, până la 6000 de soldați. Equites și hastati, erau aleși dintr-un număr restrâns de oameni, de aceea, atunci când erau formate legiuni mai mari, soldații erau împărțiți în mod egal între hastati, principes și velites.
Pe câmpul de luptă soldații, erau sprijiniți de către un contingent aproximativ la fel de mare de aliați, numit ala, care era recrutat în special din popoare latine. O ala, avea de obicei, tot atâția infanteriști cât o legiune, însă de trei ori mai mulți cavaleriști. Nu se știe dacă o ala avea un număr fix de soldați sau dacă era împărțită în cohorte.O ala era comandată de către trei prefecți.În această perioadă, într-un mod particular, s-a dezvoltat și sistemul de apărare al taberelor. Locul unde se așeza armata, chiar și pentru o noapte, era transformat într-o fortăreață. În sistemul manipular, cavaleria avea în continuare un loc secundar. Despre armele soldaților, ne-au rămas informații importante de la Polybius. Acesta spunea că fiecare hastatus și principes aveau două sulițe..
Acestea erau faimosele pila. Un pilum era format dintr-o vergea de lemn și avea o lungime de aproximativ 1,2 metri. Atunci când acesta era aruncat , toată greutatea sa se concetra în spatele vârfului mic. Despre gladius știm că în secolul II î.H., romanii au adoptat „gladius hispaniensis”. Această armă ar fi putut fi copiată de romani în primul război punic sau în cel de-al doilea. Unii soldați romani purtau un pumnal, numit pugio. Deși nu apare la Polybius, au fost descoperite câteva în Spania. Triarii foloseau încă vechea lance a hopliților. Dyonisus din Halicarnas consideră că și principes folosiseră astfel de lănci în războiul cu Phyrrhus. Despre coifurile romane din această perioadă știm faptul că cel mai răspândit model era coiful Montefortino, cu calotă înaltă și vârf rotund.

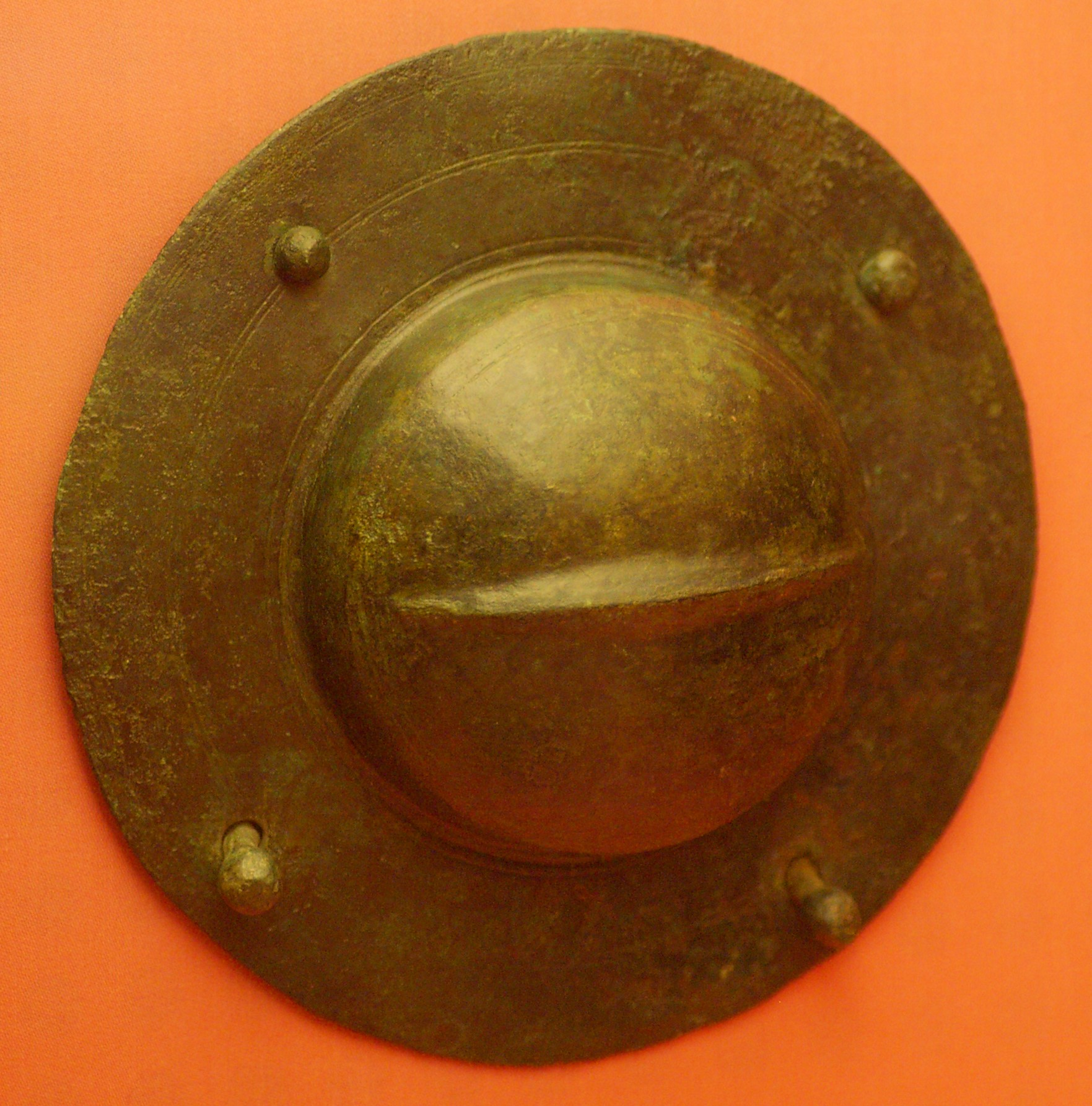
Scut roman, partea centrală se numea umbo

Un alt tip de coif era cel etrusco-corintic, împrumutând probabil caracterstici ale coifurilor corintice ale hopliților. Coiful Montefortino era galic, la fel ca și cel de tip Coolus, care va fi folosit în perioada de sfârșit a Republicii. Polybius spunea că scutul purtat de soldații din infanteria grea era semicilindric, având o lungime de 1,2 metri și o lățime de 76 de centimetri. Sculpturile arată că era de multe ori oval.În anul 1900 a fost descoperit la Kasr el-Harit un model de scut. După ce romanii au cucerit peninsula italică, aceștia au dorit să se extindă și în afara ei. Principalul adversar al Romei era Cartagina. În perioada primelor confruntări cu romanii, cartaginezii aveau un imperiu format din coastele Africii de Nord,
Spaniei, Sardiniei, Corsicăi, precum și vestul Siciliei.

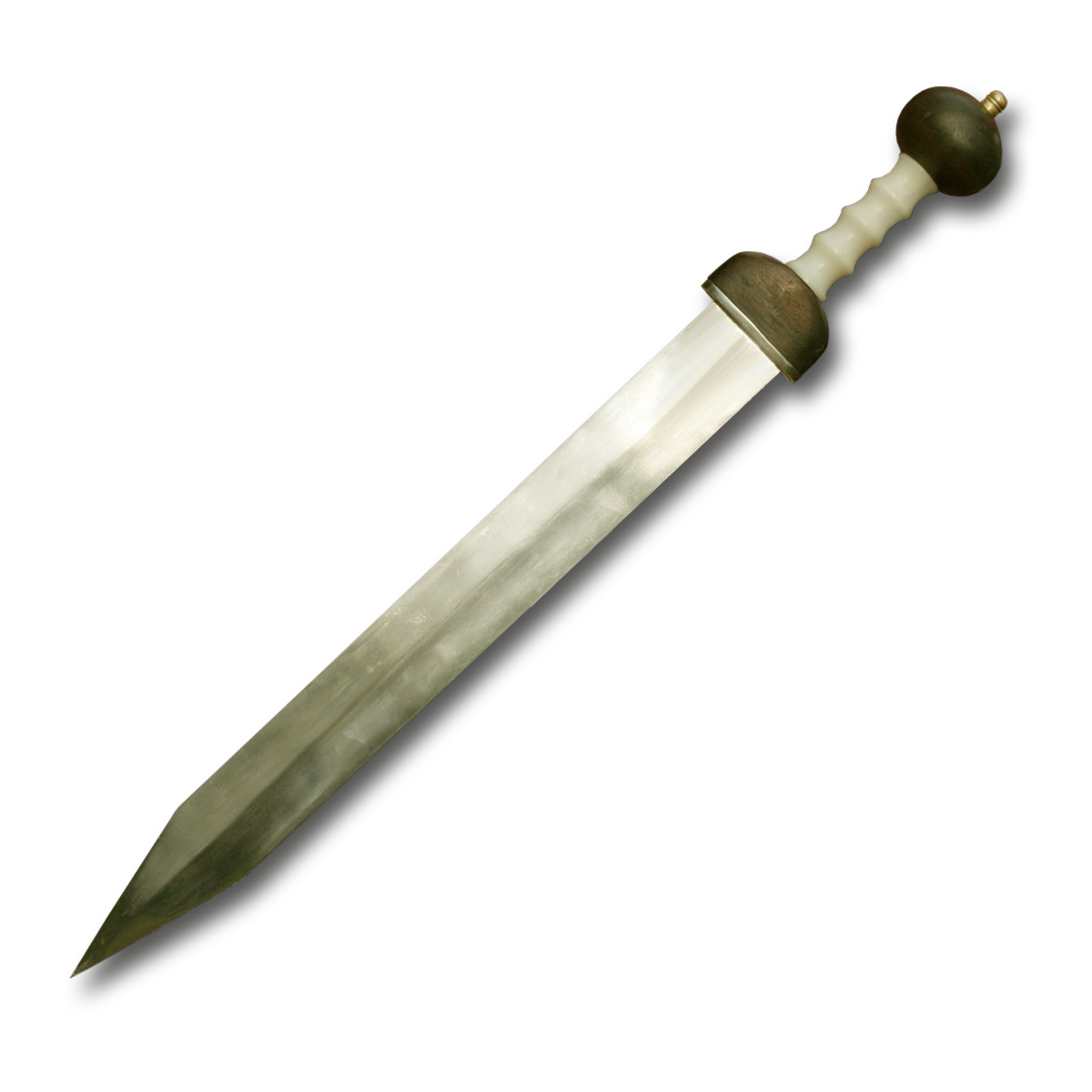
Gladius roman

Romanii au reușit să-și atingă obiectivul războiului inițial, și anume ocuparea orașului Messana (Messina). Deși, după aceea consulul Manius Valerius nu a reușit să cucerească Siracuza, a încheiat un acord foarte avantajos cu Hieron, prin care au ocupat o bucată din estul Siciliei, covingându-l de asemenea pe acesta să renunțe la alianța cu Cartagina. După aceea, romanii au reușit să-i alunge pe cartaginezi din Sicilia. O importantă bătălie între cartaginezi și romani a fost bătălia de la Mylae, care a avut loc în 260 î.H. Romanii au reușit să-și creeze, o flotă formată din 140 de nave. Flota cartagineză era formată din doar 130 de nave. Cartaginezii, crezând că intră într-o luptă ușoară cu marinarii italici neexperimentați s-au năpustit de-a valma. Aceștia au fost reținuți, însă, de o metodă nou inventată, a ghearelor de pisică (corvus), apoi, au fost obligați să se implice într-o luptă corp la corp deloc favorabilă, pe care romanii au reușit să o câștige. În anii 256-255 î.H., războiul părea să se sfârșească, însă nu a fost nici pe departe așa. În anul 256 î.H. a avut loc o nouă bătălie importantă între cartaginezi: bătălia de la Ecnomus. Romanii aveau un efectiv de aproximativ 330 de galere, dintre care cele mai multe erau cvincvereme, dar și două hexereme și alte vase mici. Romanii totalizau 140.000 de oameni, conduși de consulii Lucius Manlius Vulso și Marcus Atilius Regulus.
Romanii se împărțiseră în patru escadre, dintre care două erau desfășurate în formă de triunghi, a treia remorca vase de transport, iar a patra forma ariergarda. Hamilcar spera să despartă flota romană în grupuri mai mici, pe care să le distrugă cu vasele sale mai rapide. Deși planul lui Hamilcar reușise, acesta nu a putut să facă nimic împotriva corvusului. Marcus Atilius Regulus și Manlius Vulso au obținut o victorie clară.
Bătălia decisivă din primul război punic s-a dat în anul 241 î.H., în Insulele Aegates. Romanii au reușit să câștige bătălia, încheindu-se astfel primul război punic. După moartea lui Hamilcar (228 î.H.), imperiul punic va ajunge sub conducerea ginerelui său Hasdrubal (228-221 î.H.). După ce și Hasdrubal a murit, trupele cartagineze din Spania au ajuns pe mâna fiului lui Hamilcar, Hannibal. Acesta avea doar 25 de ani, însă câștigase încrederea trupelor. Polybius considera că al doilea război punic a început din trei cauze: ura lui Hamilcar față de Roma, nemulțumirea cartaginezilor față de ocuparea Siciliei de către romani și succesele generalilor Bacrizi. De asemenea, Polybius aprecia că „Toate câte s-au întâmplat celor două neamuri, roman și cartaginez, au fost stârnite de o singură minte, de un singur om. Și omul acesta era Hannibal.”
Al doilea război punic a început cu invadarea Italiei de către Hannibal. El a reușit să obțină victorii foarte importante la Trebbia, în 218 î.H., iar anul următor la lacul Trasimene. În anul 216 î.H. a avut loc bătălia de la Cannae, în care romanii au mobilizat un număr foarte mare de soldați. Romanii totalizau 80.000 de infanteriști și 6.000 de cavaleriști, în timp ce cartaginezii aveau 40.000 de infanteriști și 10.000 de cavaleriști. În fruntea armatei romane fiind Lucius Aemilius Paulus și Marcus Terentius Varro. Hannibal a reușit să captureze proviziile de grâne destinate armatei romane.

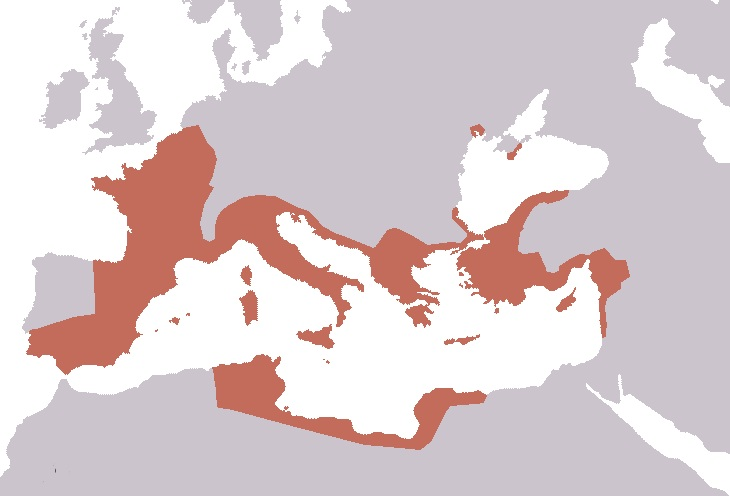
Hartă a Republicii Romane în anul 40 î.H.

Bătălia a început la 2 august 216 î.H. Știind că Hannibal avea o cavalerie superioară, romanii au ales un câmp de bătălie îngust, dorind să-și protejeze flancurile împotriva unui atac prin învăluire al cavaleriei inamice. Bătălia trebuia să fie căștigată de infanteria grea, plasată central. Hannibal a sperat să-i învingă pe romani cu propria forță. A plasat în dreapta cavaleria numidiană. În centru erau cavaleriile galică și iberică. În spatele fiecărui flanc al liniei principale erau plasați infanteriștii libieni. Infanteriștii romanii au intrat în luptă cu galii și spaniolii.
Cavaleria punică grea a rupt linia cavaleriei, condusă de Aemilius Paulus. Infanteria cartagineză a cedat sub presiunea romanilor, însă, legionarii au ieșit din dispozitiv, devenind o gloată enormă. Această gloată a fost atacată de libieni, iar galii și spaniolii s-au regrupat. Hasdrubal (fratele lui Hannibal), a atacat din spate cavaleria romană, același lucru făcând și cu infanteria. Armata romană a fost încercuită și distrusă complet. Au murit pe 45.000 de soldați și probabil 18.700 au fost luați prizonieri, în timp ce în tabăra cartagineză au murit doar aproximativ 8.000 de soldați.
Hannibal a acordat trupelor o binevenită odihnă. Titus Livius scria că Maharbal (posibil comandant al cavaleriei punice) i-ar fi spus lui Hannibal: „Într-adevăr zeii nu-i pot da chiar totul unui singur muritor. Tu știi ca nimeni altul să căștigi o bătălie, dar nu știi să o și folosești”. Tot Livius spunea că întârzierea lui Hannibal a salvat Roma. A rămas timp de 10 ani în Italia, însă în 203 î.H. a fost chemat să apere Cartagina de o invazie romană. În anul 202 î.H. a avut loc bătălia de la Zama în care Scipio Africanul a reușit să-l învingă pe Hannibal, chiar la el acasă. Titus Livius scria că „Scipio l-a întrebat (pe Hannibal) pe ce poziție s-ar fi așezat dacă i-ar fi învins pe romani în bătălie. Atunci, fără îndoială, a replicat Hannibal, m-aș fi pus pe mine înaintea oricărui general.”
După ce a devenit comandant militar la curtea lui Antioh al III-lea și-a luat viața, probabil în anul 188 î.H. Scipio Africanul este considerat și reformator al armatei romane. Se crede că a participat la eșecurile de la Trebia și Cannae. Mai târziu, Scipio a cucerit Cartagina în anul 146 î.H. și a întemeiat provincia Africa. Sistemul miliției a început să facă cu greu față noii situații de la mijlocul secolului al II-lea î.H., ceea ce a dus la crearea armatei profesioniste. De multe ori s-a afirmat că cel care a creat armata romană a fost Gaius Marius. În anul 107 î.H., Marius a devenit consul, fiind trimis să-l înlocuiască pe comandantul care lupta în războiul numidian.

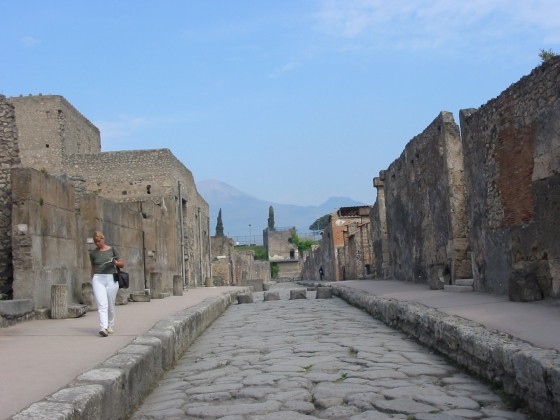
Pompei cel Mare

Înainte reformei lui Marius, Gaius Gracchus a făcut statul responsabil pentru furnizarea de echipament și îmbrăcăminte legionarilor și interzicerea înrolării soldaților romani sub 17 ani. După ce lui Marius i s-a interzis dreptul de a mobiliza noi legiuni pentru a întări armata aflată în Africa, acesta a făcut o mutare fără precedent, apelând la cetățenii cei mai săraci, care nu aveau bani pentru recrutare. Legătura între proprietate și serviciul militar a dispărut complet. Recruții proveneau tot mai mult din rândul săracilor. Războiul social a dus la acordarea cetățeniei aproape tuturor oamenilor de la sud de râul Pad . 

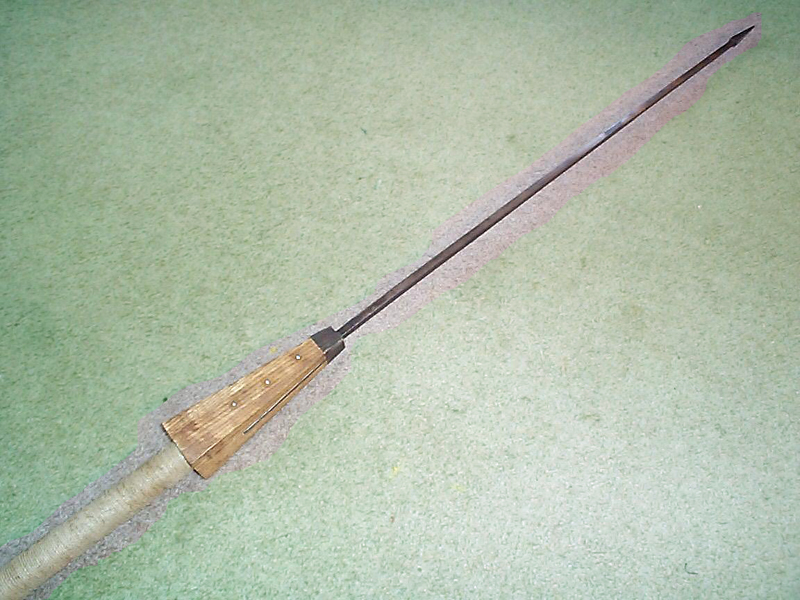
Pilum din perioada post-Marius

În timpul lui Marius, alele (alae) au dispărut, trupele fiind recrutate în legiuni organizate la fel. Multe aspecte ale miliției s-au păstrat, însă noile unități semi-profesioniste sau profesioniste erau diferite din punct de vedere al tacticii. Marius a oferit stimulente speciale pentru veterani. În trecut, fiecare legiune avea cinci stindarde, însă Marius a dat fiecărei legiuni o acvilă de argint. Soldații primeau arme, armură și haine de la stat. Aceștia au devenit legați de propriile legiuni, iar Caesar a profitat de mândria legiunilor și rivalitatea dintre ele. În cadrul unei legiuni au dispărut diferențele între clasele sociale. Toți legionarii aveau pilum și gladius. Soldații erau în continuare împărțiți în centurii, care însă, erau formate din 80 de oameni. Două centurii formau un manipul.
Fiecare legiune avea un efectiv de 6.000 de oameni, era formată din zece cohorte, care la rândul lor erau formate din trei manipule. Cohorta oferea mai multe avantaje față de efectivul organizat în manipule. O cohortă este posibil să fi avut un comandant. În bătălie, legiunea era desfășurată tot în formație triplex acies. Erau patru cohorte în prima linie, trei în a doua și a treia. Comanda legiunii era mai ușoară, întrucât comandantul dădea ordine la doar zece comandanți de cohorte, în loc de 30 de comandanți de manipule. Cohortele se puteau deplasa ca unități individuale. Serviciul militar obligatoriu era de 16 ani. Infanteria grea ocupa cel mai important loc, în timp ce infanteria ușoară a fost abandonată. Profesionalismul și faptul că legiunile erau permanente a adus multe avantaje.
Armata lui Caius Iulius Caesar era capabilă să construiască un pod peste Rin, să repare o flotă sau să construiască rampe și mașini de război. Lideri militari și de stat ca Caesar, Marius, Sulla și Pompei au demonstrat flexibilitatea legiunilor formate din cohorte. După ce a câștigat bătălia de la Alesia (52 î.H.), Caesar a reușit să-l învingă și pe Pompei (9 august 48 î.H.), devenind dictator pe viață. După moartea lui Caesar (44 î.H.), s-a încheiat cel de-al doilea triumvirat: Octavian a devenit conducătorul unic al Romei, primind titlul Augustus (27 î.H.).

## Armata romană imperială (30 î.Hr.-284 d.Hr.)

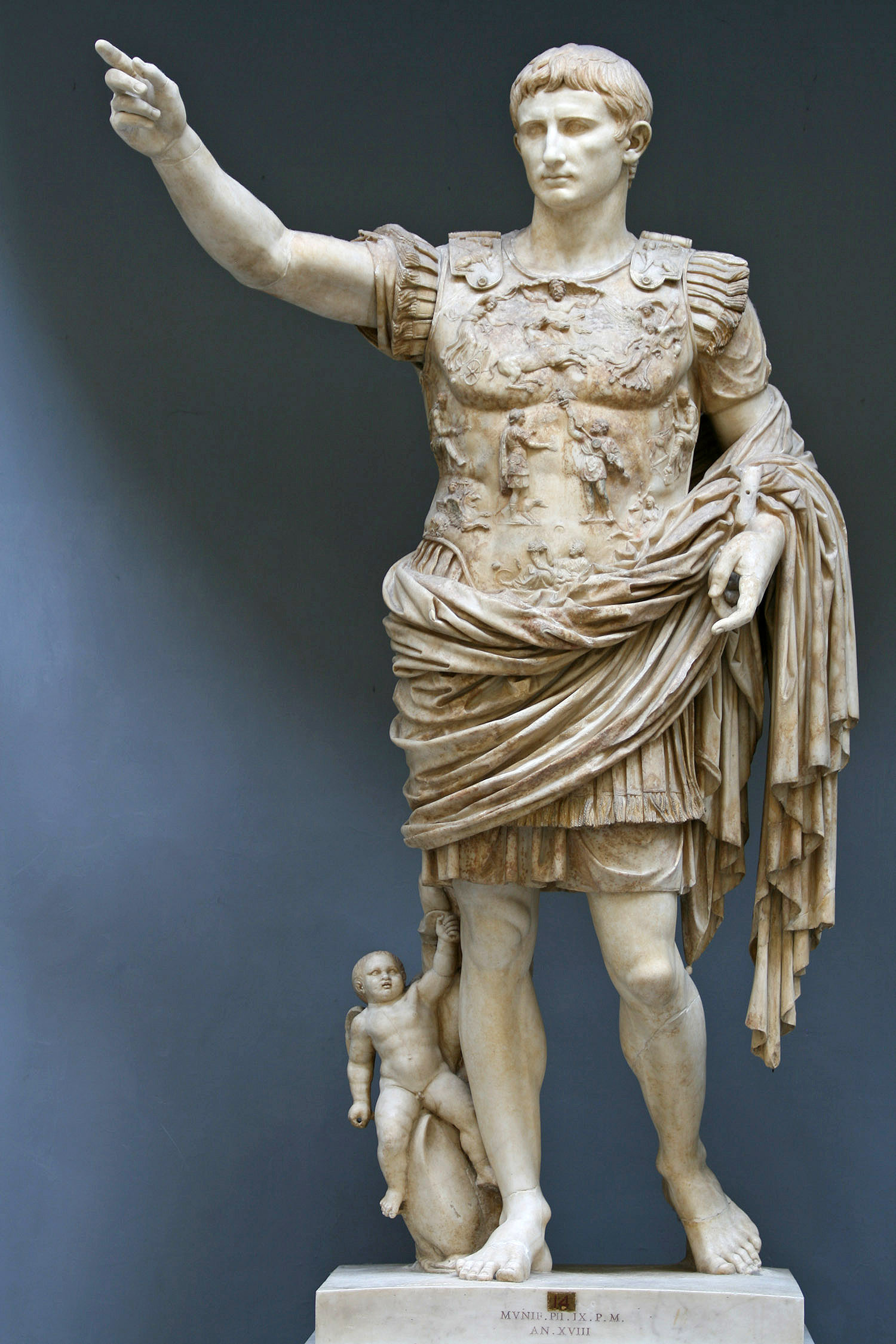
Octavianus Augustus

Până la moartea lui Augustus, survenită în anul 14 d.H., armata romană a devenit o instituție formată din profesioniști și permanentă. Baza armatei era formată în continuare din legiuni, dintre care unele au continuat să existe timp de secole, iar altele fie au fost nimicite în luptă, fie au fost demobilizate, deoarece s-au dezonorat. Augustus a moștenit un număr de 60 de legiuni, însă a redus-o la doar 28.
În următorii 300 de ani, numărul legiunilor era în jur de 30, uneori mai puține, alteori mai multe. Fiecare legiune a primit un număr și un nume, cu toate acestea sistemul nu a fost niciodată logic, deoarece unele legiuni nu au renunțat la identitatea lor. În timpul lui Augustus, legiunea ce avea numărul cel mai mare era Legiunea XXII Deioteriana (numele provenea de la Deiotarius, regele Galației).

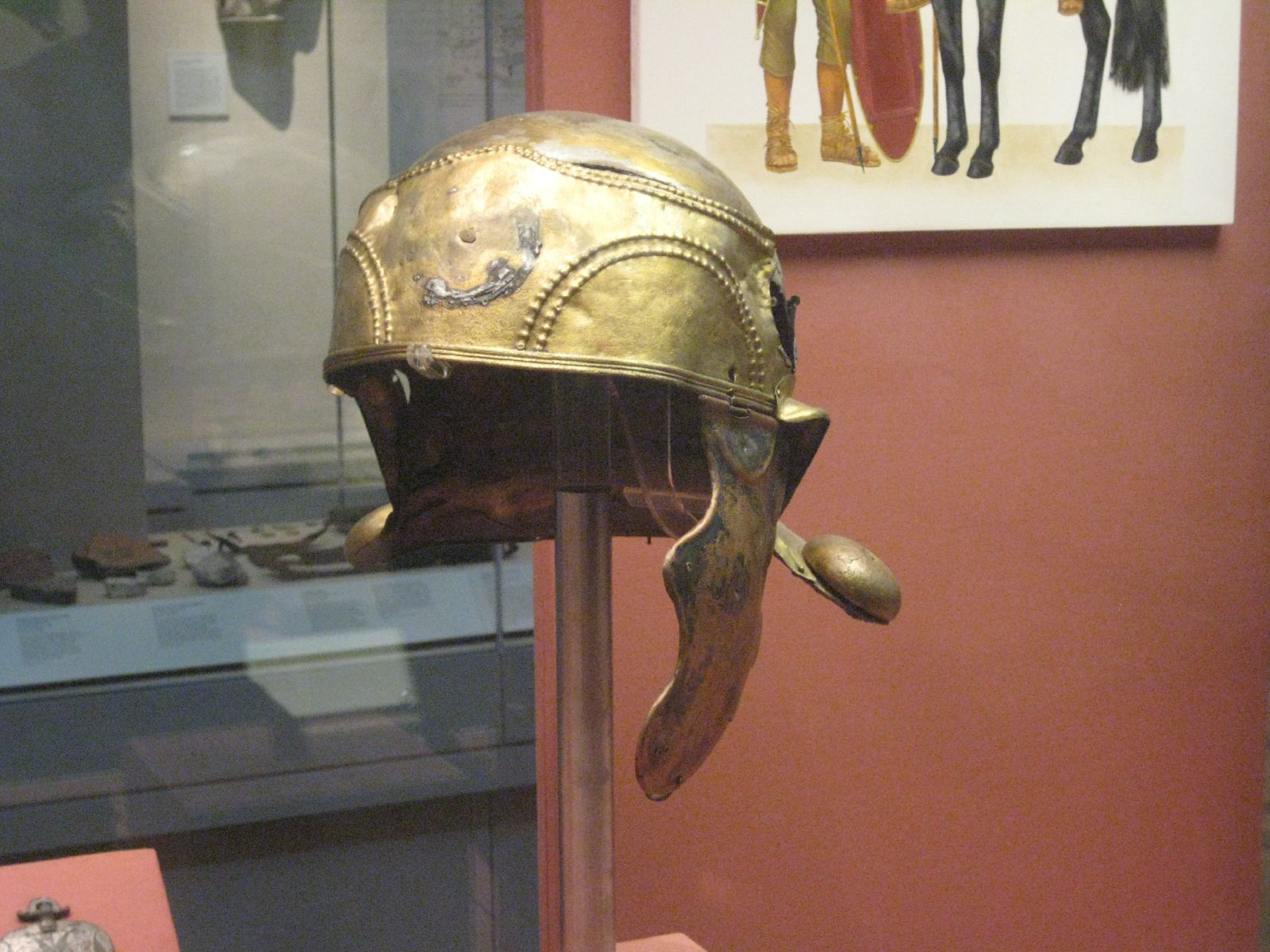
Coif roman din secolul I d.H.

Alte legiuni aminteau și ele de originea lor. Legiunile X, XIII și XIV au fost numite Gemina („Geamăna”), fapt ce sugerează că au fost formate prin unirea a două legiuni. Unele dintre legiuni au dobândit o reputație distinctă în timpul lui Caius Marius, dar Augustus a oficializat această tendință. Legionarii menționau de obicei în inscripții și epitafuri, legiunea din care făceau parte. Nero a adăugat Legiunii XIV Gemina, titlul de Maria Victrix (a lui Marte, Victorioasa), iar Traian a numit Legiunea XXX, Ulpia Victrix. Nici după Marius, serviciul militar probabil că nu a depășit 16 campanii.
După războaiele civile, Augustus a putut să reconfigureze politica externă, așa cum făcuse și cu administrația internă. Cuvântul limes (plural-limites) însemna la începutul imperiului nu mai mult de un drum sau o cale și a început să fie folosit pentru drumurile închise de armată în campaniile din teritoriile inamice. Cu timpul, termenul desemna frontiera dintre teritoriile romane și non-romane și a fost folosit ca atare de către Frontinus și Tacitus. Problemele cu care au trebuit să se confrunte guvernatorii republicani în protecția frontierelor nu au fost reprezentate într-o măsură foarte mare de presiunile externe, ci, în unele cazuri, oamenii cuceriți și și controlul asupra acestora și al bunurilor.Augustus avea toate forțele armate ale Imperiului la dispoziție și toate mijloacele să extindă cuceririle teritoriale din timpul lui Caesar.

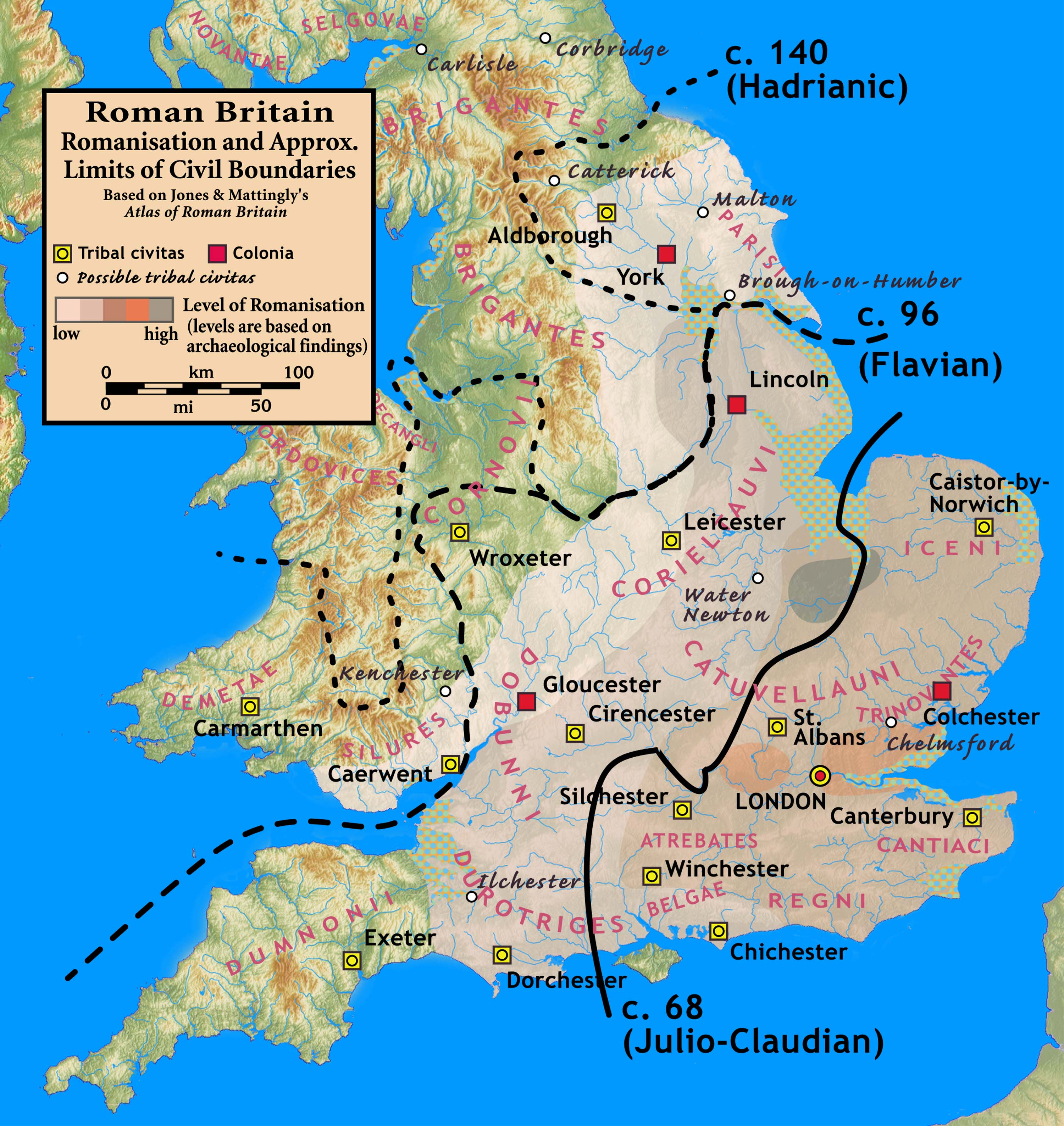
Romanizarea Britanniei romane

### Frontierele
Octavian a promovat mult timp o politică externă în funcție de prilejuri, însă spre sfârșitul domniei i-a sfătuit pe succesorii săi să mențină Imperiul Roman în granițele stabilite de el. În Africa de Nord, frontierele provinciei romane care era grânarul imperiului, era apărată de o legiune staționată după anul 6 d.H. În anul 19 î.H., L. Cornelius Barbus a ocupat oaza Djerma, învingând tribul garamanților, iar P. Sulpicius Quirinus i-a învins anii 5-6 d.H. pe marmaricani în sudul provinciei Cyrene. Politica estică a lui Octavian a avut în vedere mai ales raporturile cu regii parți și armeni.
În Galia, situația era mai clară, mulțumită politicii lui Cezar. Au mai fost desfășurate campanii, însă de mică anvergură, coordonate de M. Valerius Messala și Agrippa. Galia a fost împărțită în patru provincii. În afară de Gallia Narbonensis, cu administrație senatorială, celelalte trei provincii erau conduse de câte un guvernator și de delegați din fiecare provincie. Dintre provinciile galice, numai Gallia Narbonensis era comparabilă ca mărime cu Italia.. Octavian a dispus un recensământ, care a avut loc în 27 î.H. Agrippa a dezvoltat un sistem de drumuri la Lugdunum, aici fiind capitala politică și comercială a celor Trei Galii. Călătoria făcută de Augustus în Spania și Galia a stârnit zvonul că împăratul avea intenția să invadeze Britania, ceea ce nu era pe placul opiniei publice. Însă Octavian a abandonat această idee.

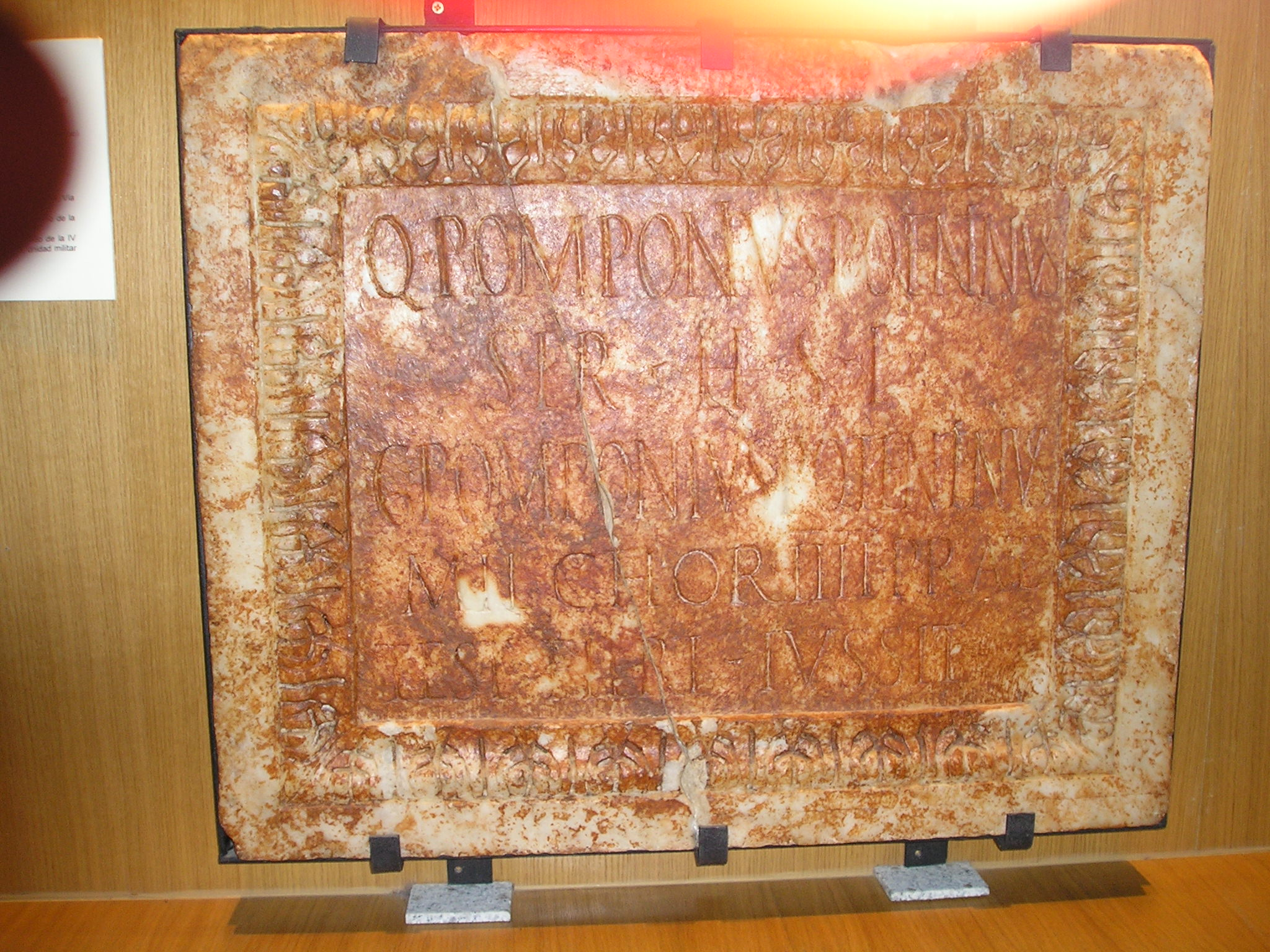
Quintus Pomponius Poeninus, soldat în Cohorta IV Pretoriana

Dacă frontiera Rinului a fost opera lui Caesar, limesul de pe Dunăre a fost opera lui Octavian. Nordul Italiei, orașele comerciale ilire și pontice erau mereu periclitate de incursiunile de pradă făcute de triburi vecine. După moartea lui Octavian, au fost înlocuite pentru una din provinciile din Illyricum, care au reușit să aibă o administrație proprie, cinci mari districte administrative romane, Raetia, Noricum, Pannonia, Dalmația și Moesia.
Destinele Raetiei au fost strâns legate de cele ale Germaniei Superioare. Civilizația romană aici, luată ca întreg, s-a dezvoltat lent. Două legiuni, staționate probabil lângă Augusta Vindelicorum, au fost retrase în anul 9 d.H., iar provincia a fost apărată de armatele staționate la Rin și guvernată de un prefect ecvestru. Transformarea Raetiei în provincie a asigurat Italiei o securitate îmbunătățită.
În timpul lui Augustus, ținutul Noricum a fost cucerit fără dificultate, iar romanii au permis dinastiei autohtone să-și păstreze puterea. Noricum a devenit provincie probabil în timpul lui Claudius.
Pannonia a fost cucerită abia după patru ani de Tiberiu, dar dezarmarea populației și transformarea acesteia în sclavi nu au îngenuncheat acest popor. Pannonii, sub Bato, împreună cu un conducător dalmat omonim i-au masacrat pe romani, care și-au amintit de războaiele cu Hannibal și de cele cu cimbrii și teutonii. Tiberius a reușit în final să înlăture periocolul unei invazii. Provincia Illyricum a primit numele Dalmația, iar Pannonia a devenidt provincie separată de Illyricum.
Anexarea Raetiei, a Noricumului și a Pannoniei a încheiat procesul de extindere a frontierei romane până la Dunăre, care a început pe cursul acestui fluviu după bătălia de la Actium. În timpul lui Octavian, 50.000 de geți s-au strămutat la sud de Dunăre, în teritoriul denumit ulterior provincia Moesia.
În timpul lui Traian, Imperiul Roman a atins expansiunea maximă. Urmașul acestuia, Adrian, a dispus în anul 122 d.H. construirea un limes. Construcția a durat șase ani.

### Organizarea armatei
Fiecare legiune a armatei romane era formată din zece cohorte, fiecare cohortă fiind formată din 480 de oameni, care la rândul lor erau împărțiți în 6 centurii(grup de o suta de cetateni in Vechea Roma), fiecare comandată de un centurion. Centurionii purtau titluri după vechime: pilus prior, pilus posterior,princeps prior, princeps posterior, hastatus prior, hastatus posterior. De asemenea, erau și 120 de cavaleriști, o legiune totalizând în jur de 5500 de soldați. Sub Augustus a fost numit un comandant permanent-legtus legionis (acesta era un senator care avea de obicei între 30 și 40 de ani). Locțiitorul de comandant era celălalt senator din unitate, tribunus laticalvius, ce avea în jur de 20 de ani.Al treilea la comandă era praefectus castrorum, prefectul taberei. Pilus reprezenta un alt nume pentru triarius. O centurie era formată din 80 de oameni împărțiți în zece grupuri, numite contubernia. După aceea urmează cinci tribuni augusticlavi sau tribuni ecveștri. În partea de sfârșit a grilei se aflau milites gregarii, soldații obișnuiți. După înrolare, ei petreceau câteva luni în tabără. Apoi intrau într-o legiune unde își petreceau primele luni ca recruți. Prima oară erau promovați ca sesquiplicarius, exact ca tesserarius sau cornicen, etc. Urma apoi postul plătit de două ori (duplicarii), la fel ca optio, signifer, sau aquilifer.
Diferențele între armata romană din secolul IV d.H. și armata romană din perioada Principatului constau în existența unei armate de câmp mobil, organizarea cavaleriei în organisme independente față de infanterie și dimensiuni mai mici ale unităților legionare.

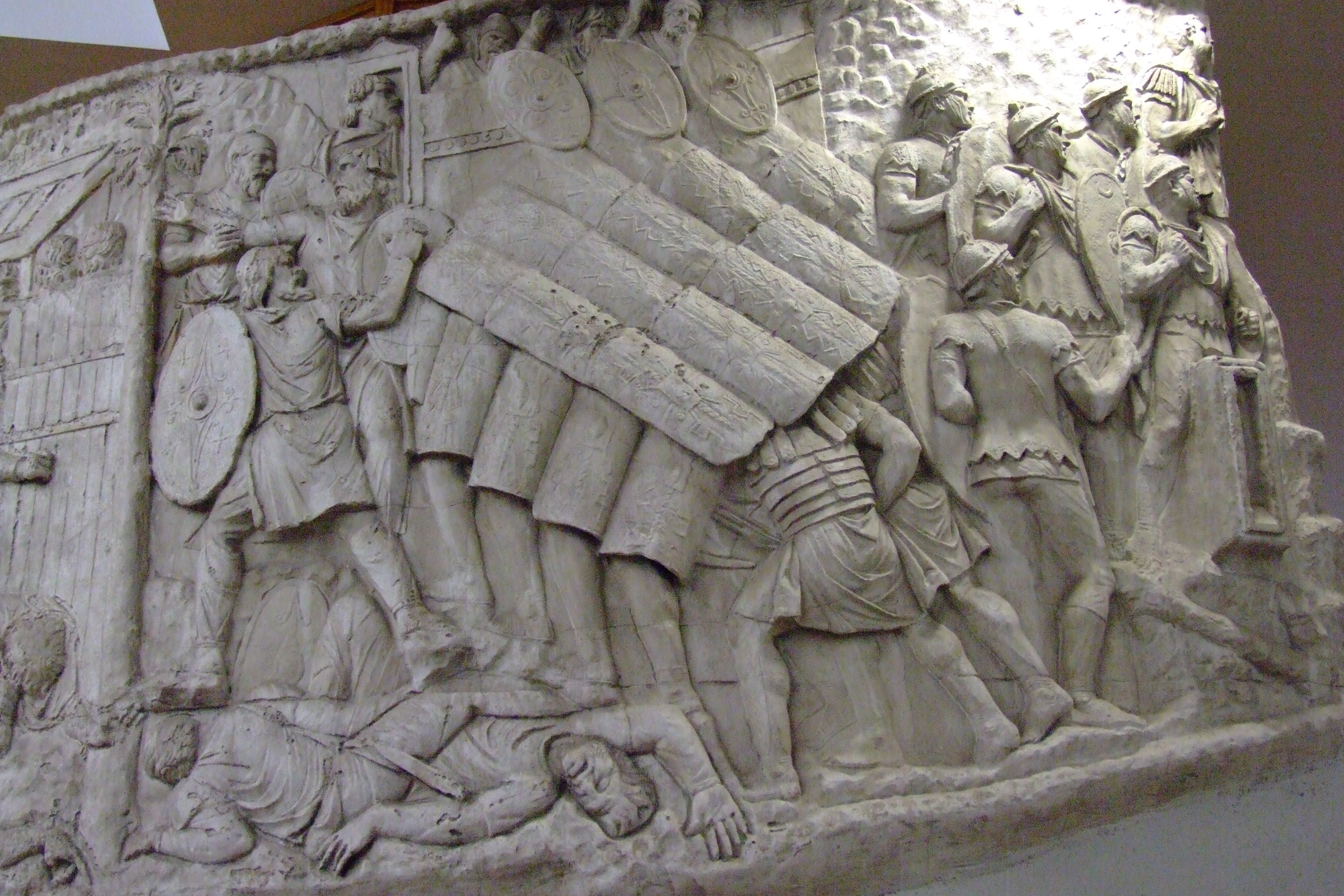
Formația testudo pe Columna lui Traian

### Soldele
Despre soldele legionarilor se știe faptul că Iulius Caesar a dublat soldele legionarilor la 225 de denari (9 aurei de aur) pe an, lucru care înseamnă că soldații primeau înainte în jur de 112,5 denari. Acest cuantum stabilit de Caesar a fost păstrat până la sfârșitul secolului I d.H. Solda era plătita în trei rate, numite stipendia. La sfârșitul secolului I d.H., Domițian a mărit soldele legionarilor la 300 de denarii, adică 12 aurei (ceea ce însemna că probabil a fost adăugat un al patrulea stipendium). În timpul lui Septimius Severus s-a mărit din nou plata, probabil la 450 de denarii, care erau plătite tot în 3 stipendia. Caracalla a mărit și el solda cu 50%. Plata călăreților din cohorte era probabil egală cu cea a legionarilor. Înaninte de anul 84 d.H., plata unei miles cohortis era formată din 250 de denarii pe stipendium și 750 pe an. Înainte de anul 84 d.H., diferența de plată între miles cohortis și equites cohortis era de 50 de sesterți pe stipendium, adică 150 de sesterți pe an.
Împăratul Hadrian ne spune că, de asemenea, equites alae aveau o plată mai mare decât equites cohortis. Claudius Maximus, „tâlharul lui Decebal”, a fost promovat de către Domițian, devenind vexillarus equitum legionis. Un alt om promovat a fost M. Licinius Fidelis, care a devenit din eques legionis, duplicarius alae. Este posibil, ca înainte de anul 84 d.H., equites legionis și equites alae să fi avut aceeași soldă de bază, adică 1050 de sesterți pe an. Despre soldele soldaților auxiliari, este cert faptul că nu toți primeau aceeași soldă. Se mai cunoaște faptul că un cavalerist primea mai mult decât un infanterist, lucru care se întâmpla și în timpul Republicii, conform relatării lui Polybius.

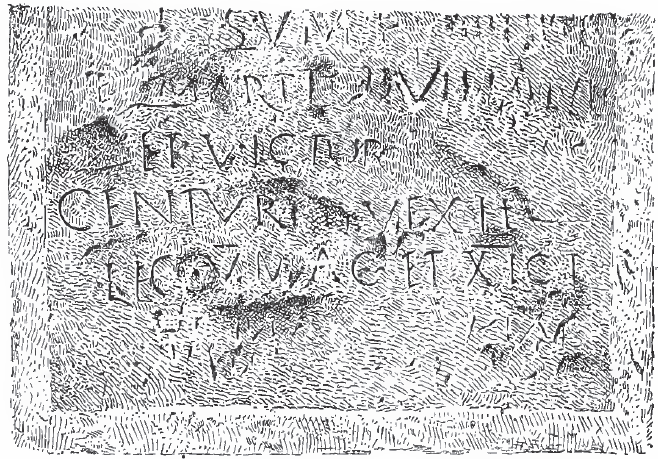
Inscripție care se referă la Legiunea V Macedonica și XI Claudia

Nu se știe cu exactitate dacă infanteriștii care nu aveau cetățenie, primeau mai mulți sau mai puțini bani decât legionarii. Într-un studiu, s-a demonstrat că în timpul lui Augustus, un legionar primea 225 de denarii pe an, un infanterist auxiliar 187,5 de denarii, iar un soldat dintr-o ala 262,5 de denarii. Documentul de la Masada a fost respins din discuțiile despre soldele din secolul I d.H., deorece este foarte diferit de alte relatări despre soldele din această perioadă.
În acest document este vorba despre Gaius Marius, care făcea foarte probabil parte din Legiunea X Fretensis. Ceea ce este ciudat este faptul că prima soldă a fost de 50 de denarii, iar a doua de 60. Flavius Iosephus ne oferă o relatare în „Războaiele iudaice”, 5. 349-351, despre o defilare pentru primirea soldelor în timpul asediului Ierusalimului din 70 d.H.: „Pentru că venise ziua fixată pentru plata soldelor, el le-a ordonat ofițerilor să încoloneze trupele și să numere banii dați fiecărui soldat în văzul dușmanului. Așa că soldații, după cum le era obiceiul, au scos armele din teacă și au înaintat îmbrăcați în armură de zale, cavaleriștii ducându-și caii foarte împodobiți de căpăstru. Zona din fața orașului strălucea de argint și aur și nimic nu a fost mai plăcut pentru romani și mai înfricoșător pentru dușmanii lor decât acest spectacol”.

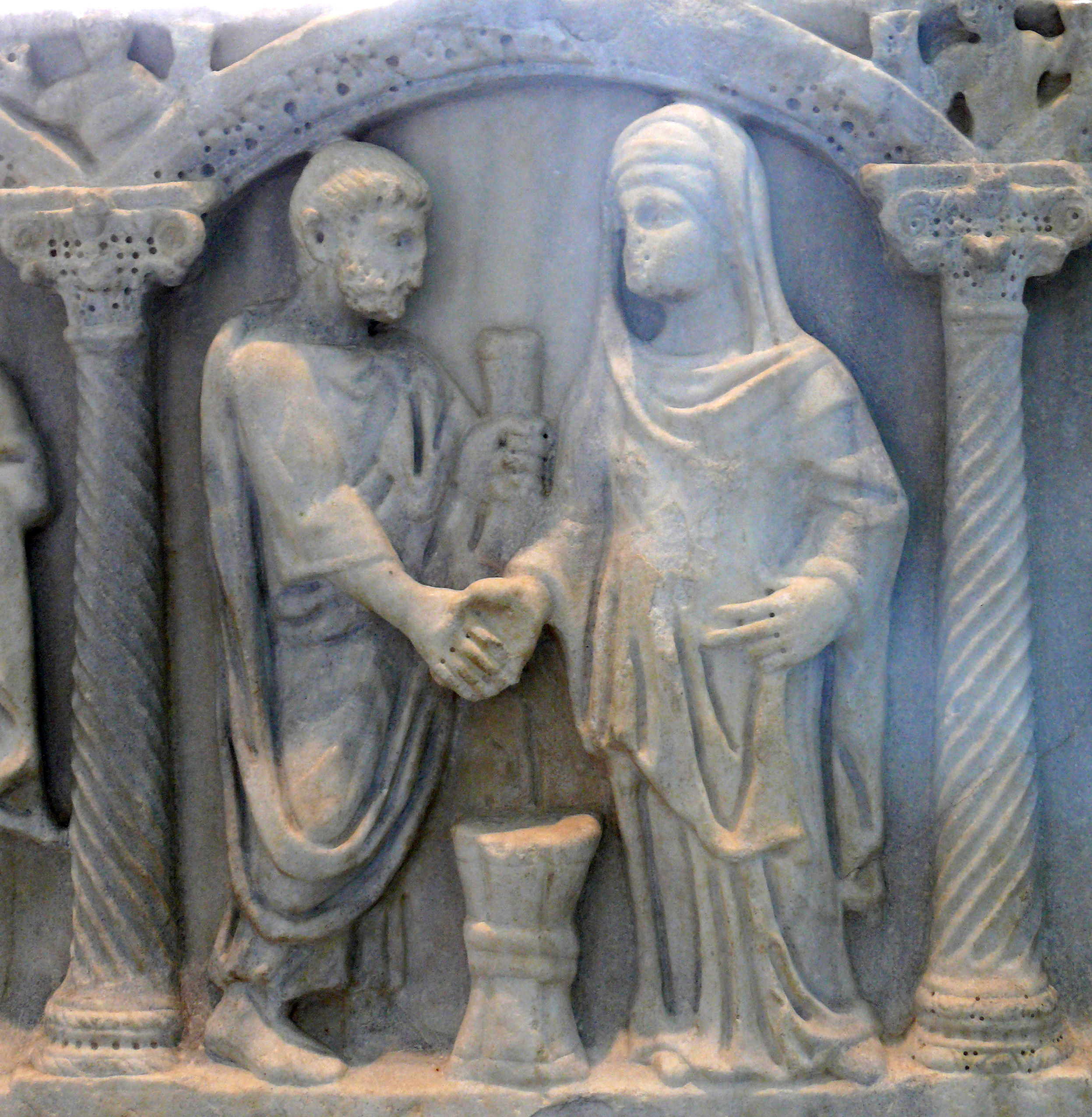
Căsătorie romană, marmură din secolul IV d.H.

### Decorațiile
Romanii aveau obiceiul de a crea și purta coroane și jertfe pentru a semnifica o onoare primită, un eveniment sărbătorit, sau un ritual observat. Așa cum era obiceiul lor, s-au adaptat unui obicei grec pe gusturile lor, creând o ierarhie de coroane pentru onoruri militare, așa cum era subliniat de lege. Există trei categorii de probe pentru premiile militare ale armatei romane: sursele literare, inscripțiile pe piatră (ocazional pe metale) și sculptura. Dovezile sunt în general neregulate, dar de multe ori complementare și nu se suprapun foarte mult. Sursele literare pentru perioada secolelor II î.H.- VI d.H., sunt cuprinse între Caecilius Statius și istoricul grec Procopius.

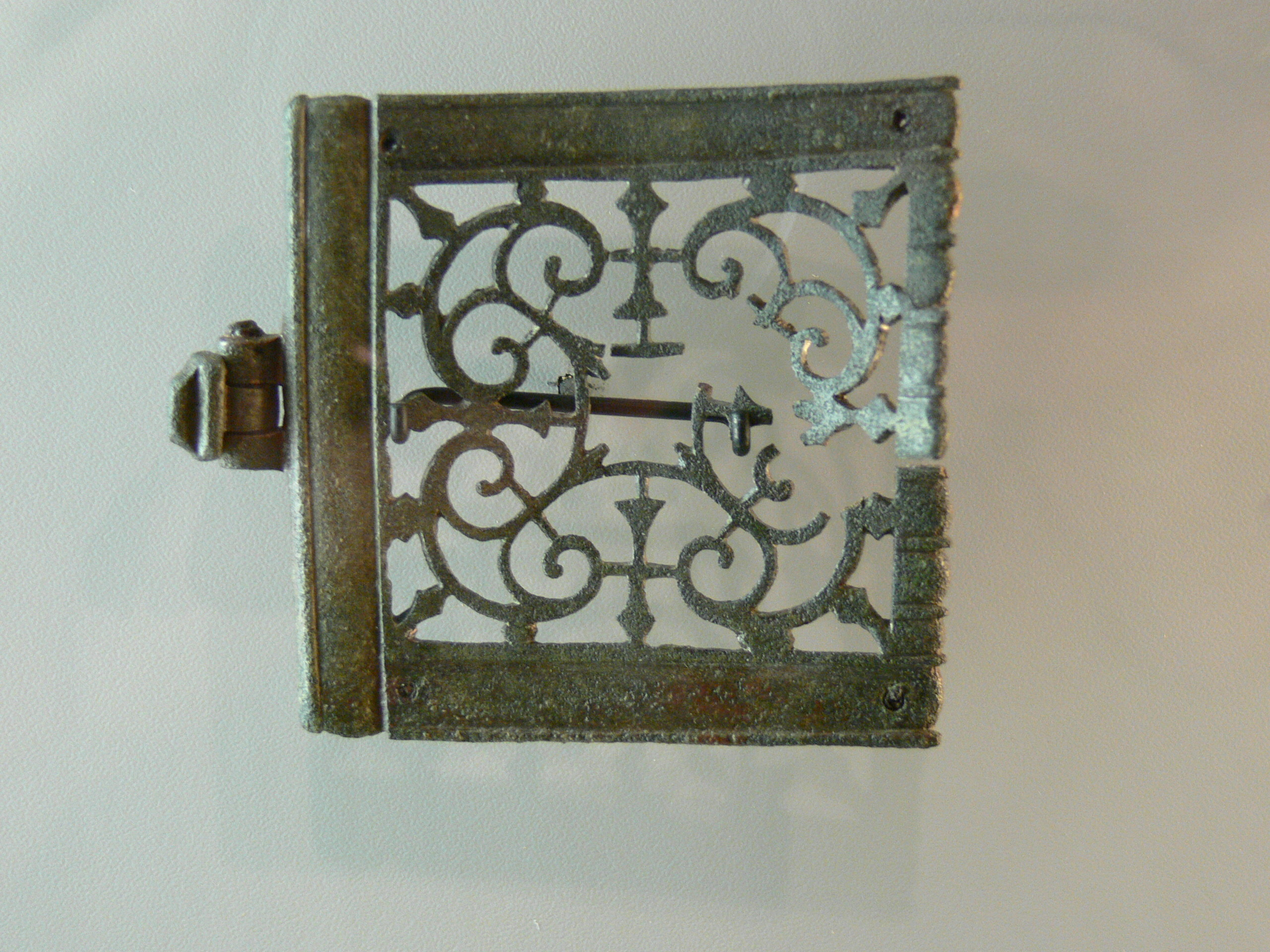
Cingulum, centură militară

Unul dintre premiile primite de armata romană era scutul rotund, clipei sau clupei. Aceste scuturi erau ocazional date ca premiu, deși niciodată nu au devenit. Niciunul dintre cei doi ofițeri ai armatei la începutul Principatului nu au primit ca premiu clipei, poate doar faimosul clipeus garantat de Augustus prin decretul Senatului. Acest premiu a fost însoțit de o corona civica, așa cum apare și în „Res Gestae Divi Augusti”. Corona civica era un premiu care se acorda soldaților care-și salvau camarazii de la moarte și era făcut din frunze de stejari și ghinde. Alte premii puteau fi:
-Corona Longa, mai mult un cearșaf, decât o coroană, se folosea la obiecte de decorat, cum ar fi ușile și scaunele
-Corona Etrusca, era formată din frunze de stejar, decorate cu pietre prețioase și cu panglici de aur
-torta sau Corona Pactilis, era făcută din materiale flexibile, precum flori, lână sau ierburi
-Corona Radiata, reprezintă raze de lumină ca și cum ar veni de la natură, era rezervat zeilor, eroilor zeificați și împăraților să facă publicitate zeificării lor
-Corona Pampina, făcută din frunze de viță de vie, era identificată cu Bacchus
-Corona Muralis, era acordată primului soldat sau centurion care a trecut peste un zid și într-un oraș asediat
-Corona Aurea, eliberată atât ambilor centurioni, cât și aparent unor principales, pentru uciderea unui dușman singur în luptă și pentru ocuparea terenului la sfârșitul bătăliei
-Torques, decorație acordată pentru curaj,purtată în jurul gâtului

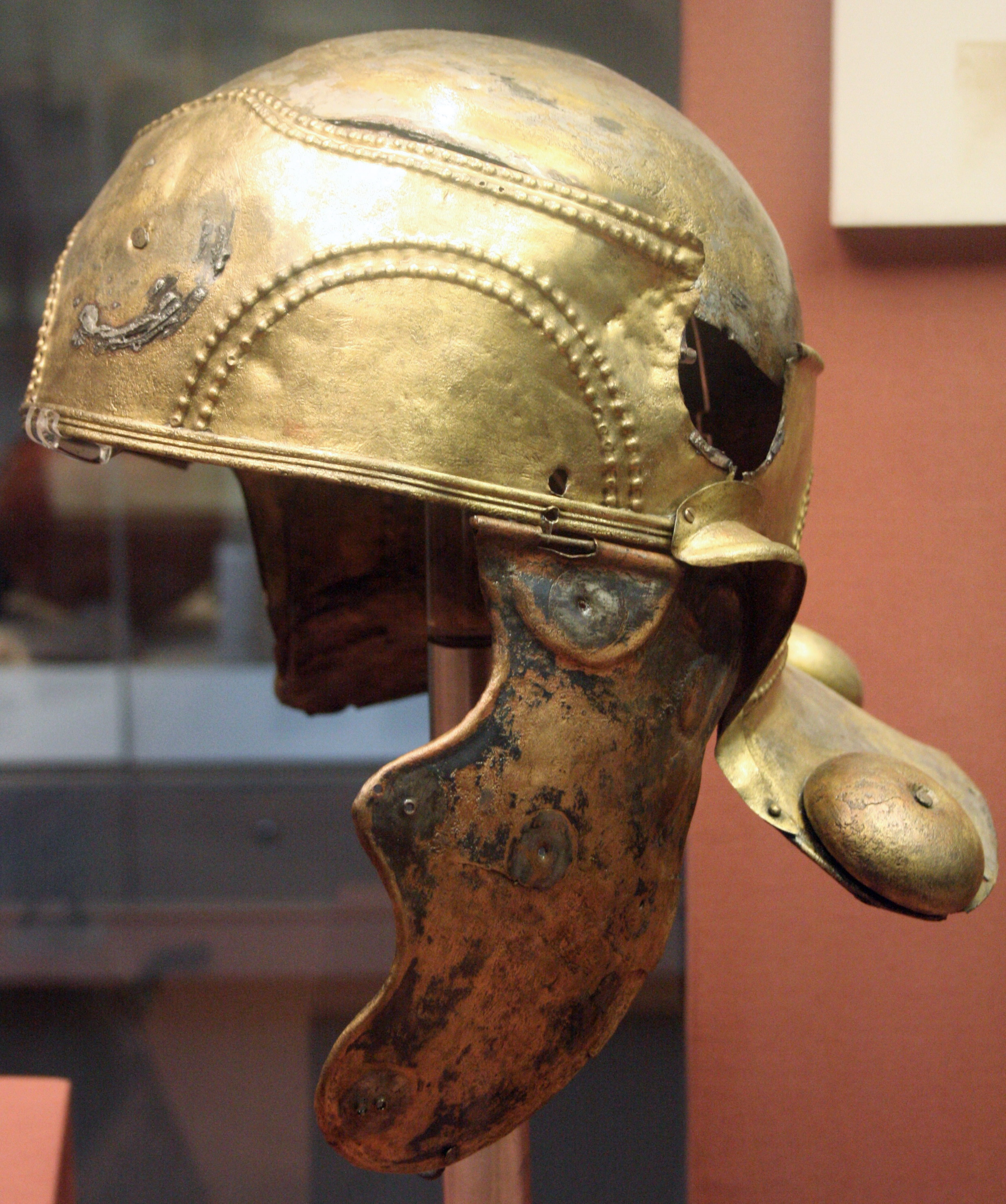
Coif roman din secolul I d.H.

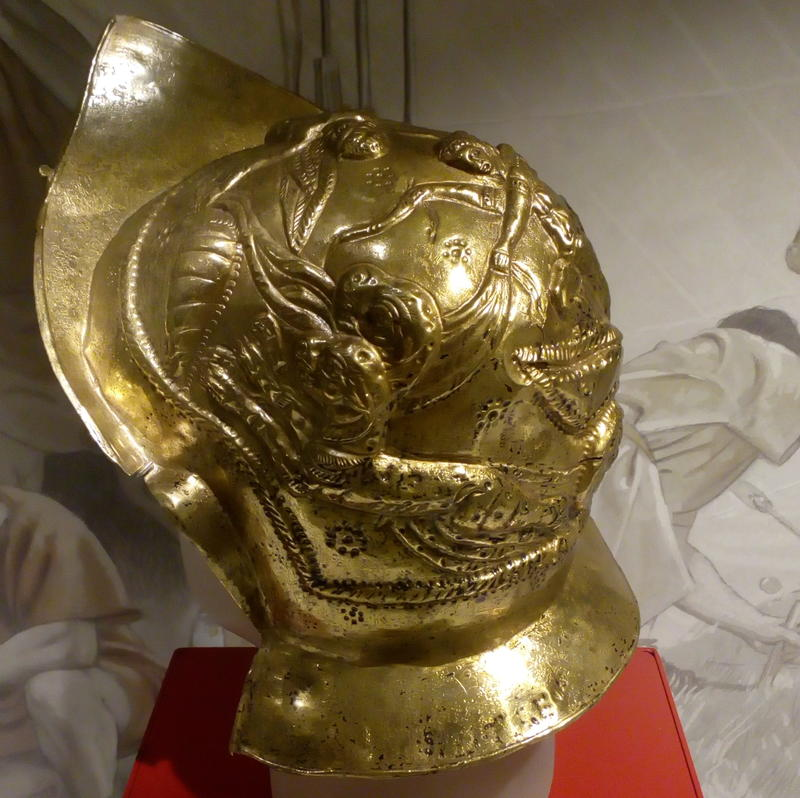
Coif roman din perioada 80-100 d.H., descoperit în situl unui fort roman din Newstead

Decorațiile militare ale ecveștrilor, ca și ale altor senatori, par să fi devenit clare și ușor de recunsocut în epoca Flaviană.

### Căsătoriile
Despre căsătoria la soldați știm faptul că din timpul lui Augustus, soldaților le-a fost interzisă căsătoria. Soldații care se înrolau și erau deja căsătoriți, atunci când se înrolau, căsătoria era anulată. Abia după "lăsarea la vatră" (încheierea serviciului militar , după 40 de ani) aveau dreptul de a se căsători , primeau pământ și o pensie . Tacitus vorbind despre veteranii din Tarentum și Antium în anul 59/60 d.H. spunea că era „neobișnuit să se căsătorească și să aibă copii”. Aceasta nu indică faptul că nu aveau voie să se căsătorească, ci faptul că erau obișnuiți să n-o facă.
Cassius Dio 60.24.3 vorbește de un caz de interzicere a unei căsătorii în anul 44 d.H., în timpul lui Claudius: „bărbații care servesc în armată, deoarece nu pot avea în mod egal soții, au fost acordate privilegii bărbaților căsătoriți.”
Herodian 3.8.5 ne spune că în timpul lui Septimius Severus a luat sfârșit interdicția de căsătorie. În ciuda interdicției oficiale, există multe dovezi care arată că soldații formau familii, ambii membri considerând aceasta o adevărată uniune. Această practică probabil că exista dintotdeauna, dar a devenit și mai răspândită pe măsură ce unitățile armatei s-au stabilit în garnizoane și mai durabile la sfârșitul secolului I d.H. și începutul secolului II d.H. O piatră de mormânt descoperită la Caerleon, aparținând Legio II Augusta, comemorează o femeie- Tadia Vallaunius, și pe fiul acesteia, Tadius Exuperatus care a murit într-o campanie în Germania. Monumentul fusese ridicat de fiica sa, Tadia Exuperata.

### Coifurile
În legătură cu coifurile romane (galea), există două sisteme de catalogare a acestora. sistemul Robinson (după Russell Robinson) și sistemul continental. Astfel, un coif de tip imperial gallic A în sistemul lui Robinson, este în sistemul continental un coif de tip Weisenau/Nijmengen. Romanii foloseau o varietate de coifuri.m Există o suspiciune între cercetătorii militari, cum ar fi H. Russell Robinson că monumentele înălțate la Roma au folosit un stil grecesc formalizat, decât să fie bazate pe echipamente reale utilizate de armata romană în prima linie. O suspiciune alternativă este aceea că orice echipament prezentat pe monumentele de la Roma au fost utilizate de către cohortele pretoriene sau urbane cu baza în Roma.
H. Russell Robinson a lucrat în „Royal Armouries”, iar în anul 1975 a fost cercetătorul principal care a utilizat informațiile disponibile . În ultimul secol al Republicii, cele mai frecvente coifuri erau cele de inspirație galică. La început, cel mai folosit tip de coif era modelul Montefortino, care a fost folosit cel puțin din secolul III î.H., dacă nu IV î.H. Acesta a fost folosit probabil până în secolul I d.H. Acesta avea cască făcută din alamă și în formă de cupolă.
Alte tipuri de coifuri erau:
-coiful de tip Coolus, acesta a fost folosit, în perioada secolelor III î.H.- I d.H. Acesta avea apărători pentru ceafă și pentru obraji și era întărit în față pentru a rezista la lovituri frontale. A devenit mai popular decât modelul Montefortino încă din secolul I î.H.
-coiful de tip Ribchester, a fost categorisit de H. Russell Robisnon ca fiind un „cavaler sportiv de tip B” Numele provine de la satul Ribchester din Anglia, unde a fost descoperit un model în 1796, de către un băiat de 13 ani

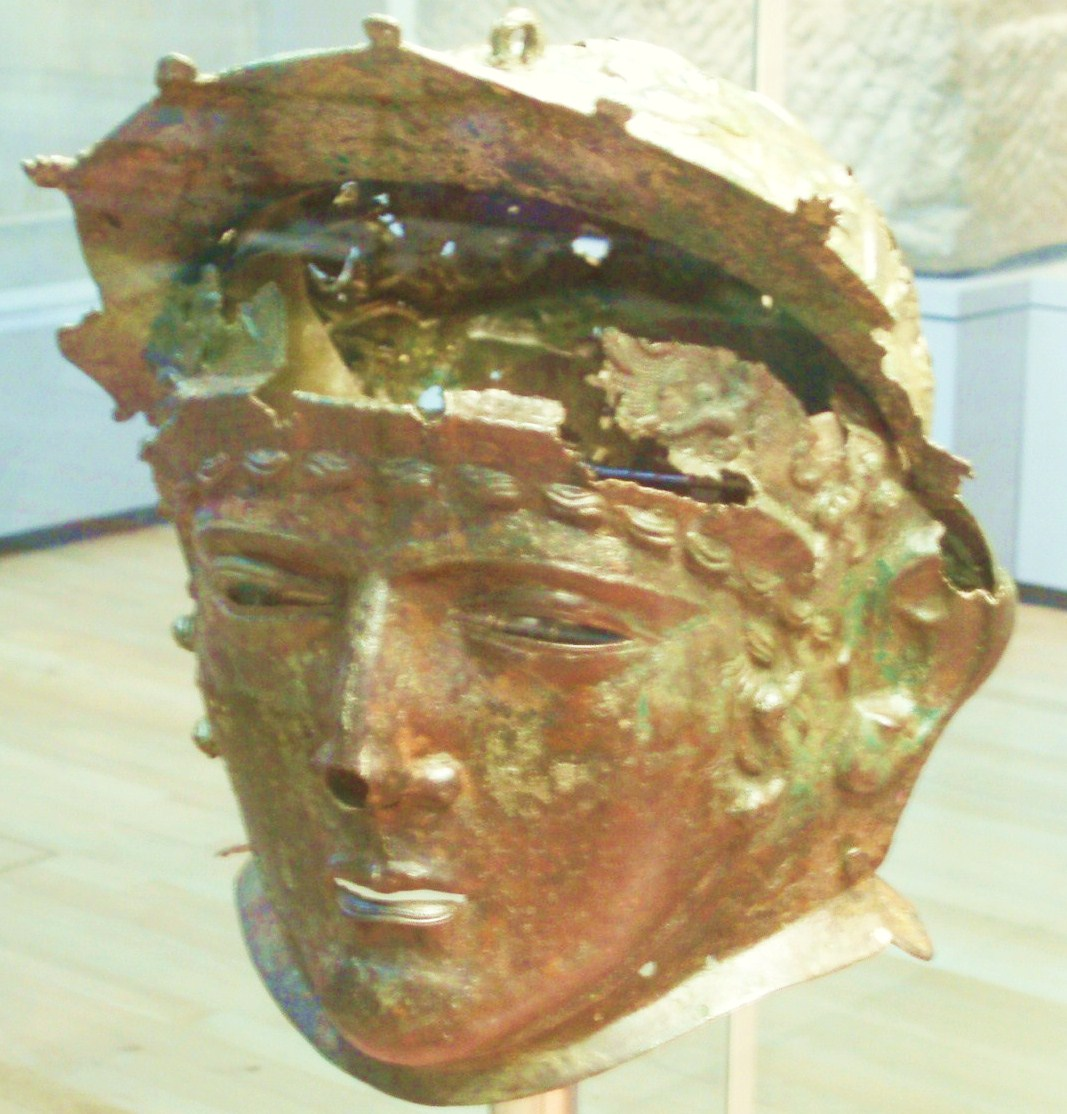
Coif roman de tip Ribchester

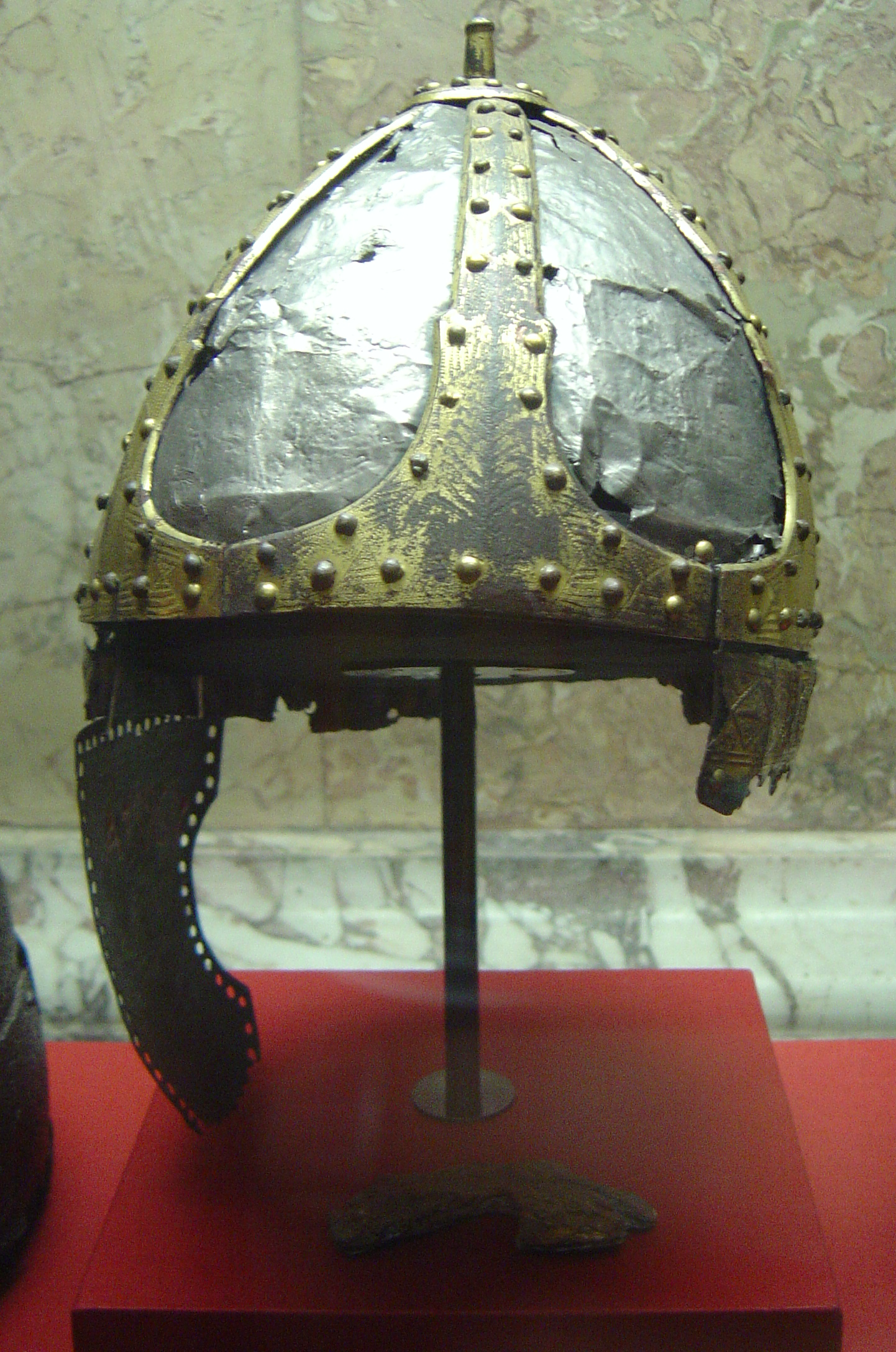
Coif roman de tip Spangenhelm

- coiful de tip Heddernheim, numele se datorează unui model descoperit în Germania

- coiful de tip Imperial gallic, la acest model s-au făcut modificări importante față de modelele mai vechi Montefortino și Coolus

- coiful de tip Imperial italic, în timp a căpătat în partea superioară două benzi transversale.

- coiful de tip Intercisa, se deosebea de modelele anterioare, având o calotă formată din două părți distincte unite de creasta de mijloc

- coiful de tip Spangenhelm[34]

- coiful de tip Weiler[35]

- coiful roman de tip Mannheim[36]

- coiful roman de tip Buggenum, o formă târzie de coif Montefortino[37]

- coiful de bronz sau masca de tip Kalkriese

- coiful roman de tip Ridge, probabil de origine persană[38]

- coiful roman de tip Guisborough, care era folosit la parade

- coiful (masca) de tip Pfrondorf

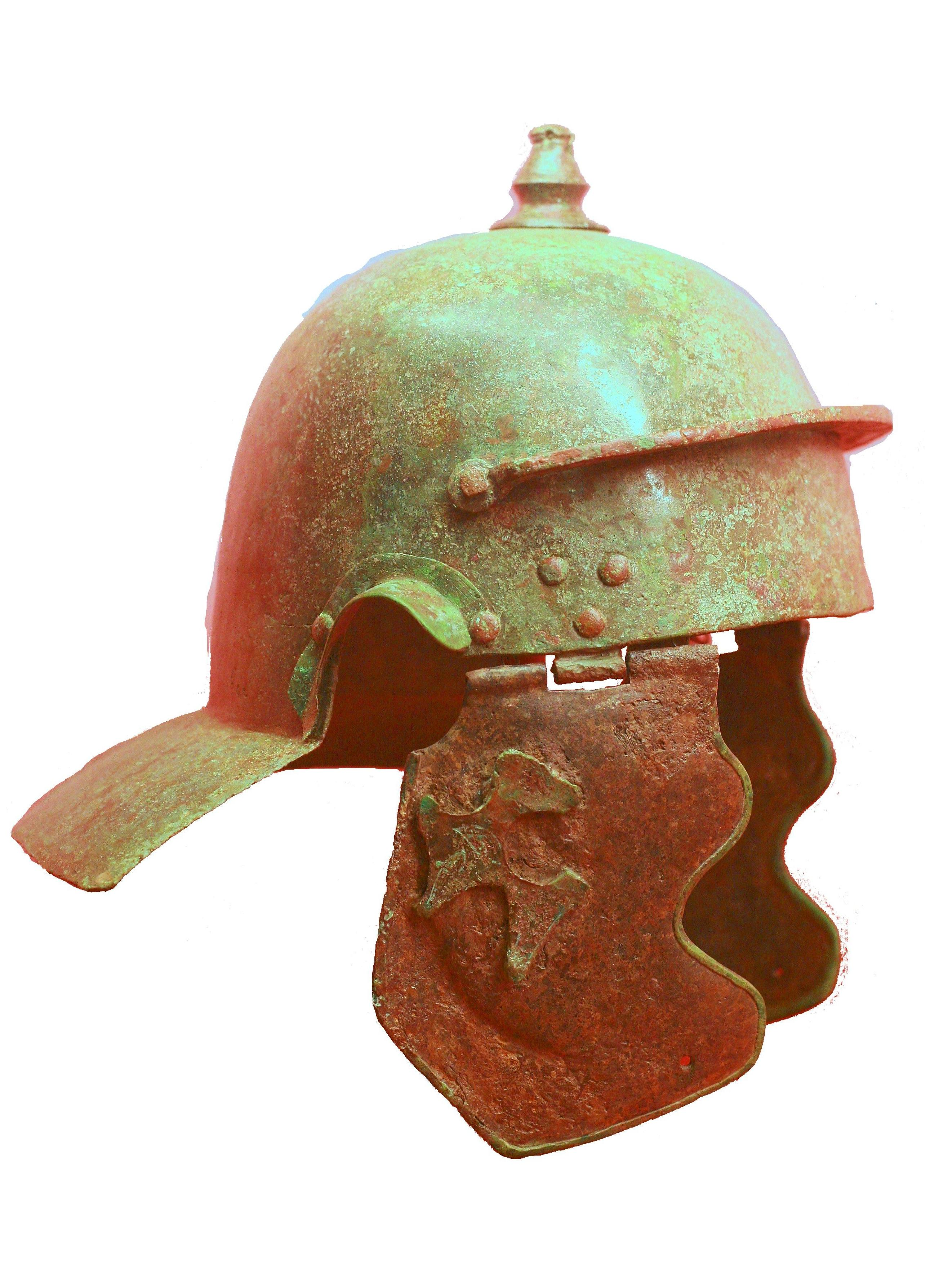
Coif roman de tip Weissenau

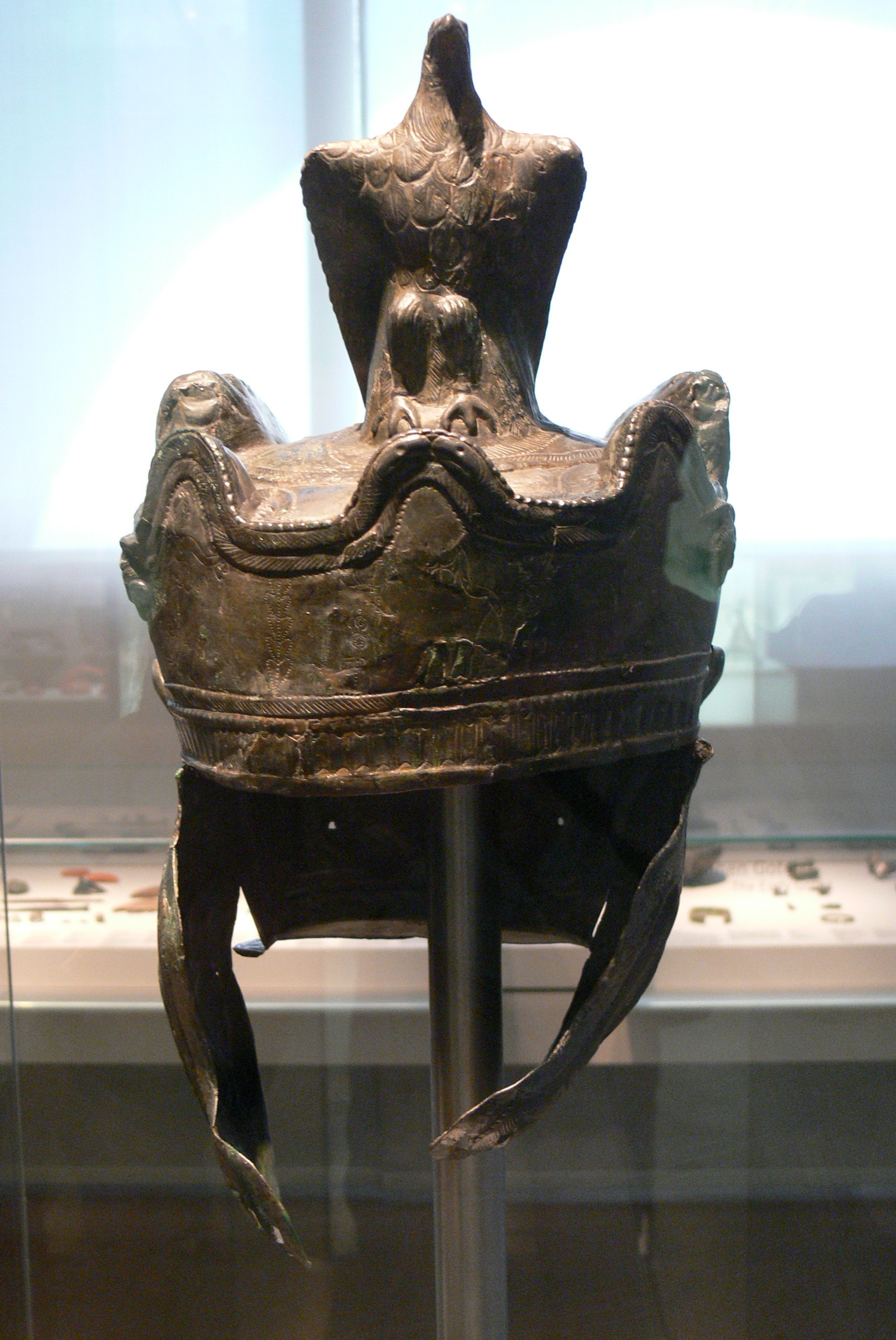
Coif roman de paradă din secolul II d.H.

Coifurile de tip Imperial gallic erau împărțite la rândul lor în mai multe grupe:
- Imperial gallic de tip A

- Imperial gallic de tip B

- Imperial gallic de tip C

- Imperial gallic de tip D

- Imperial gallic de tip E

- Imperial gallic de tip F

- Imperial gallic de tip G

- Imperial gallic de tip H

- Imperial gallic de tip I

- Imperial gallic de tip J[39]

La fel și cele de tip Imperial italic erau împărțite în:

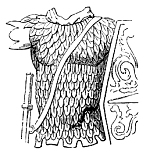
Lorica plumata

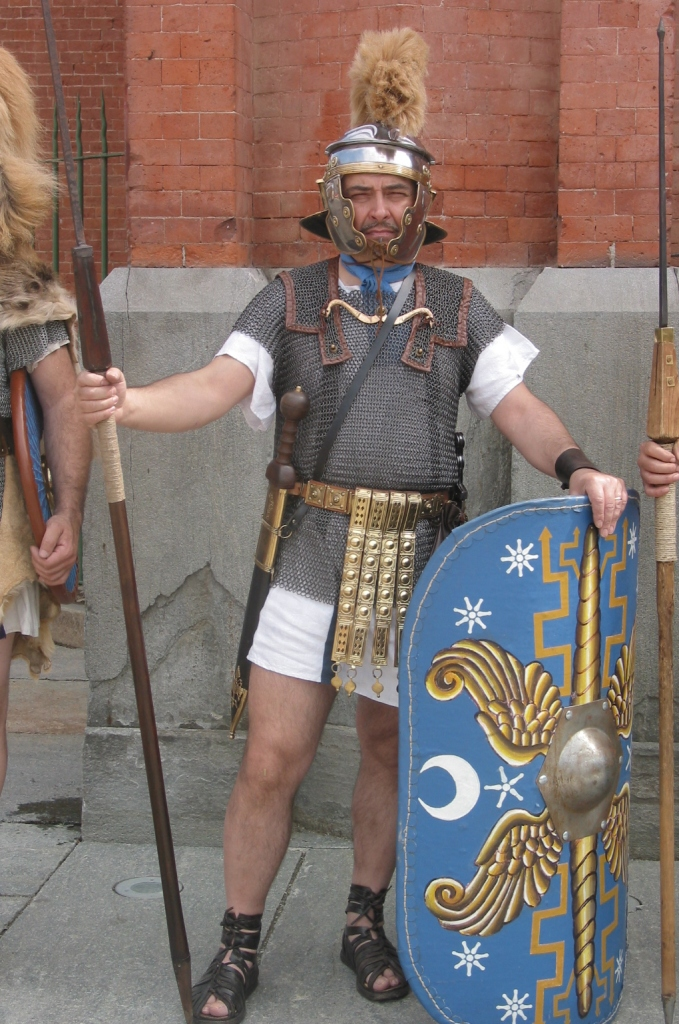
Lorica hamata

- Imperial italic de tip A

- Imperial italic de tip B

- Imperial italic de tip C

- Imperial italic de tip D

- Imperial italic de tip E

- Imperial italic de tip F

- Imperial italic de tip G

- Imperial italic de tip H[39]

### Armura
Despre armura (lorica) din armata romană se știe că existau mai multe tipuri (acestea fiind împărțite la rândul lor în alte categorii), dintre care se pot enumera:
- lorica segmentata
- lorica hamata
- lorica plumata
- lorica musculata
- lorica squamata
- lorica manica[40][41][41]
- lorica lintea[42][43]
- armură de tip Torso
- lorica catenata[44]

-armura lamellară
-lorica graeca
-lorica serta sau 
-lorica laminata

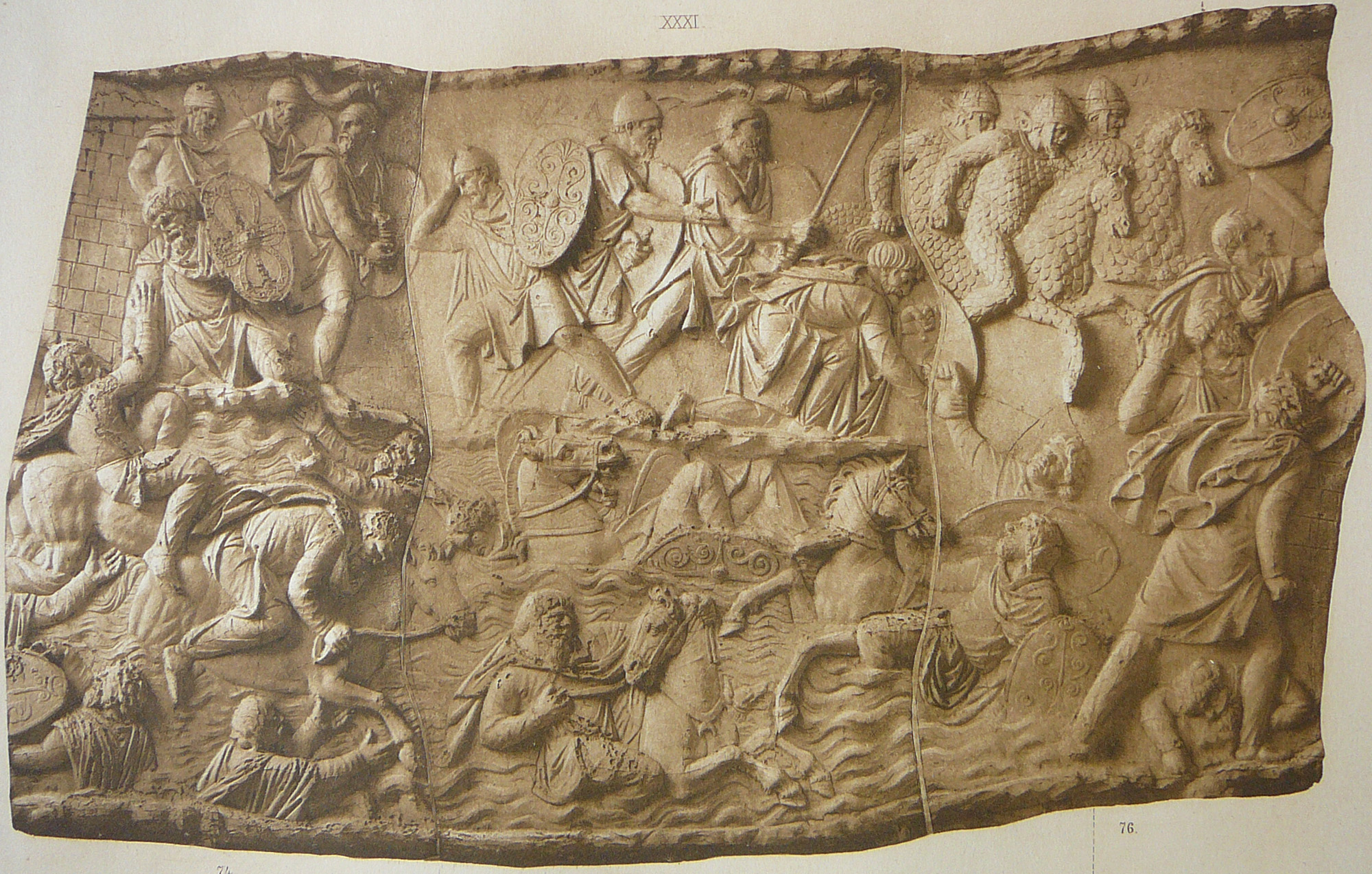
Lorica segmentata pe Columna lui Traian, scena XXXI

În secolul I î.Hr., armura de zale (lorica hamata) era folosită de majoritatea legionarilor și mulți au continuat să o folosească chiar și după apariția loricăi segmentata. Unele lorica hamata erau confecționate dintr-un aliaj din cupru, însă majoritatea erau făcute din inele de fier cu o grosime de un milimetru și diametrul de șapte milimetri. Un inel putea fi legat de alte patru sau sudat în întregime. Diametrul interior era de 5 milimetri. Umerii lorici hamata erau asemănătoare cu cele ale grecilor„Linothorax”. Lorica hamata se potrivea pe corpul soldatului mai bine ca oricare altă armură. Lorica hamata cântărea între 10 și 15 kilograme.
Numele de „lorica segmentata” datează din secolul al XVI-lea Lorica segmnetata era formată din patru părți: una pentru umăr și una pentru fiecare parte a torsoului . Lorica segmentata a fost folosită, probabil, doar în perioada Principatului. O parte dintr-o armură mai veche a fost descoperită la Kalkriese, unde probabil avusese loc Bătălia din Pădurea Teutoburg. Lorica segmentata este prezentă pe Columna lui Traian (scenele XXXI și XXXVII). Russell Robinson a reușit să restaureze trei platoșe din fragmente descoperite la Corbridge. Datorită acestei descoperiri, modelul a putut fi deslușit. Umerii erau foarte bine protejați, dar plăcile de fier se pare că nu erau realizate prin forjare. Testele moderne au demonstrat că lorica segmentata devia majoritatea săgeților și a loviturilor de lance. Tipurile de armuri segmentate erau:
- armura segmentată timpurie
- tipul Kalkriese
- tipul Corbridge
- tipul Newstead
- tipul Alba Iulia[51]

Lorica segmentata cântărea în jur de nouă kilograme și era puțin mai ușoară decât lorica hamata. Sturctura unei lorica segmentata era una complexă, fiind formată din mai multe plăci legate cu catarame,cârlige, aliaje de cupru și curele de piele pe dedesubt. Reacțiile chimice dintre garniturile de bronz și plăcile de fier favorizau coroziunea. Armura a renunțat să mai fie folosită ]n secolul III d.H. Toate tipurile de armuri din toate perioadele aveau un tip de veșmânt căptușit, care nu era pus direct peste tunică. O sursă târzie numește acest veșmânt thoramachus, iar altă sursă subarnalis.
Lorica squamata era folosită uneori de către legionari și apare uneori pe metopele de la Adamclisi. Aceasta mai aare și pe reprezentări ale purtătorilor de stindarde, muzicienilor, trupelor de cavalerie, chiar și în trupele auxiliare de infanterie. Spre deosebire de lorica hamata, lorica squamata se strica mai repede., de aceea arheologii au descoperit mai multe plăcuțe separate. Această armură erau confecționată de obicei dintr-un aliaj din cupru, dar putea fi făcută și din fier. Dimensiunea plăcuțelor era diferită de la o cămașă la alta, dar în cea mai mare parte erau mici, având o lungime de cel mult câțiva centimetri și o lungime chiar mai mică.
Lorica plumata datează din perioada cuprinsă între sfârșitul secolului I d.H. și secolul II d.H.. Aceasta era similară cu modelele mai vechi,numai că avea plăcile de metal în foma de pene, de unde vine și numele ei („pluma”=„pană”).

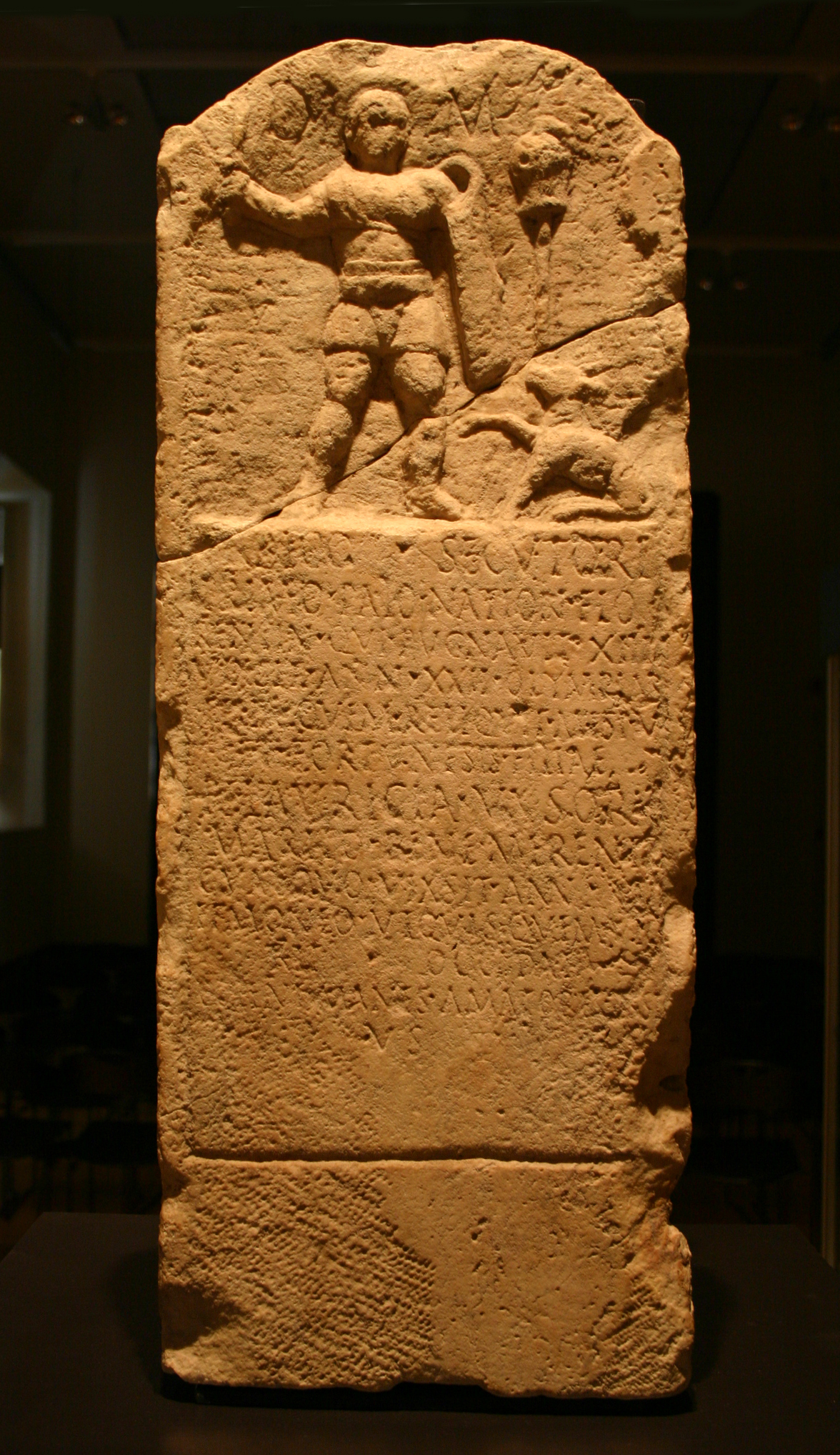
Stelă a unui gladiator pe nume Urbicus, omorât după 13 lupte, mijlocul secolului III d.Hr.

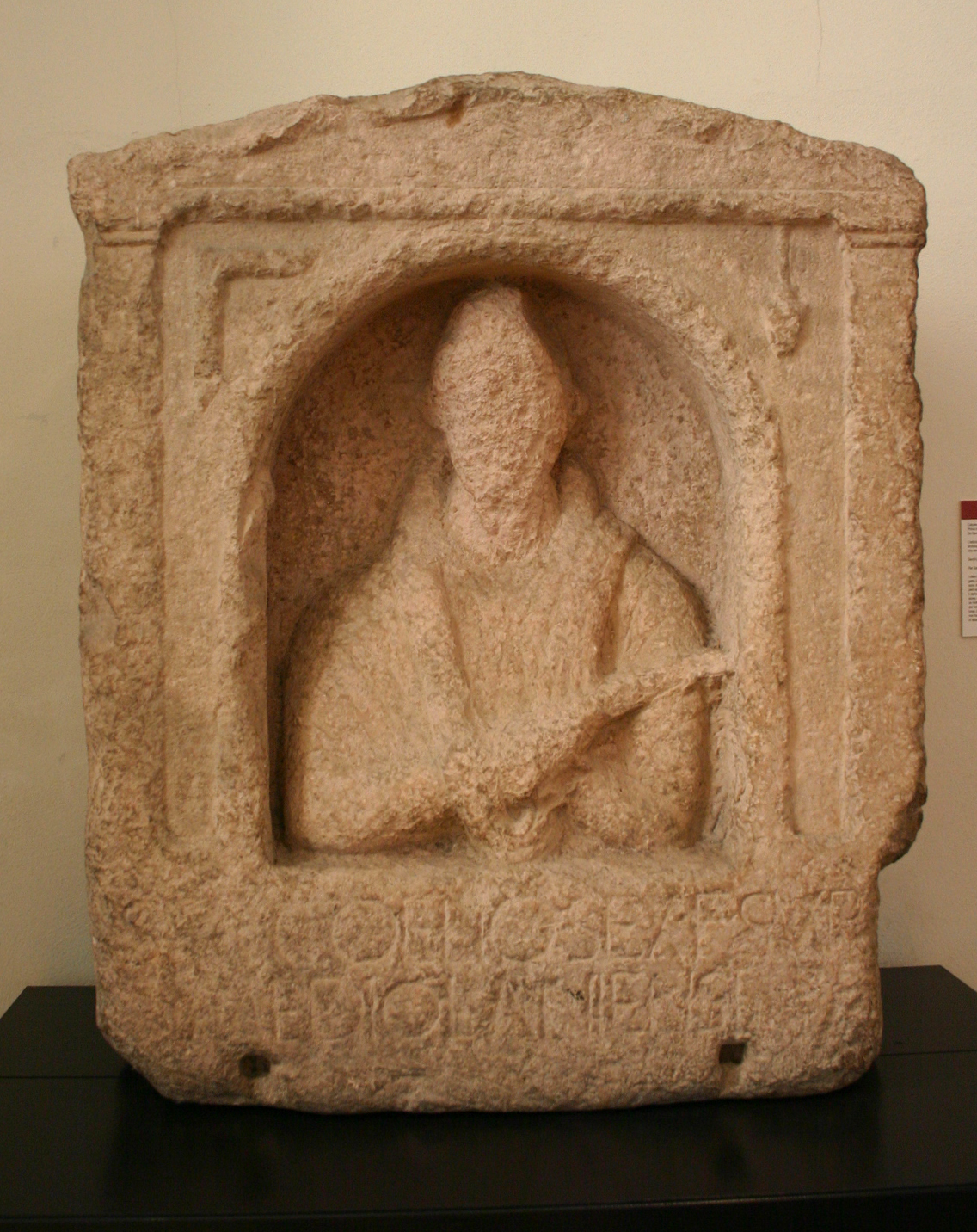
Stelă a lui Sextus Coelius Surus, secolul I d.H.

Pe lângă acestea, existau armuri și pentru gladiatori. Printre aceste tipuri de armură se numără:
- armura secutorului
- armura tracă
- armura samnită
- armura unui myrmillo
- armura galică
- armura unui om liber
- armura unui retiarus
- armura Andabatae[56]

### Nomenclatura
Despre sistemul nomenclaturii romane știm faptul că acesta era destul de divergent față de astăzi. La început, era un nume personal (praenomen). Numărul acestora era limitat, iar în perioadele istorice, mai puțin de zece erau comune tuturor, și erau abreviate astfel: A.= Aulus, C.=Gaius, Gn.= Gnaeus, D.= Decimus, L. Lucius, M.= Marcus, P. Publius, Q.= Quintus, T.- Titus, Ti.=Tiberius. După aceea, urmau nomen și congomen.

### Corupția
Este clar că un anumit grad de corupție a existat tot timpul în armata romană. De la Dio Cassius avem o relatare despre un anume Valerius Flaccus, care furase bani din rația acestora pentru mâncare. Tacitus și-a lăudat socrul, Agricola pentru stoparea corupției în colecționarea furintuilor din Britania. Istoricul Sallustius a fost acuzat și el de corupție de către Ps. Cicero. O anecdotă spune că Galba, înainte de a deveni împărat, dădea pedepse celor ce storceau bani.
Garda Pretoriană a căpătat, treptat, puterea de a decide singură noul împărat.

### Religia

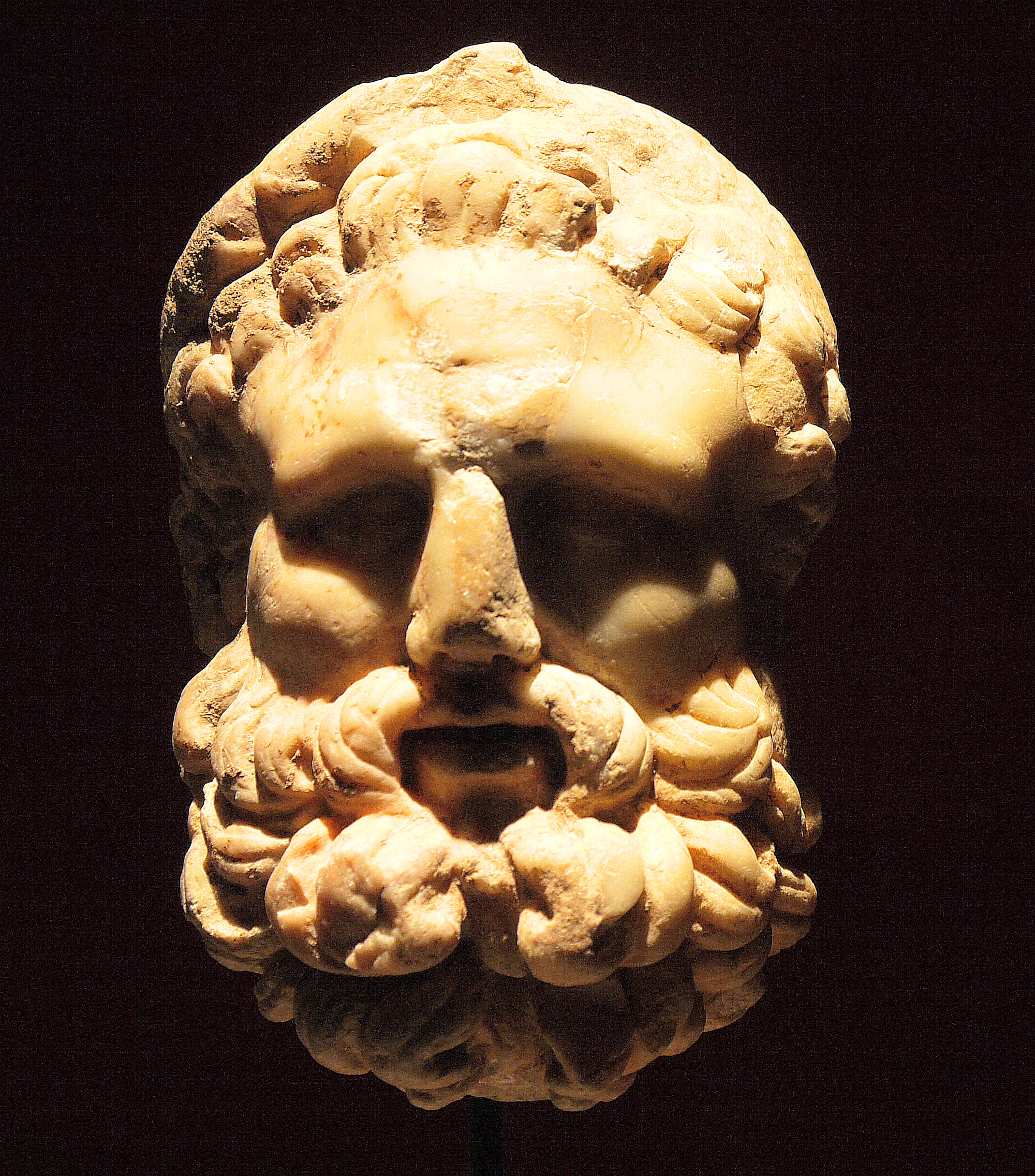
Marmură reprezentându-l pe Hercule

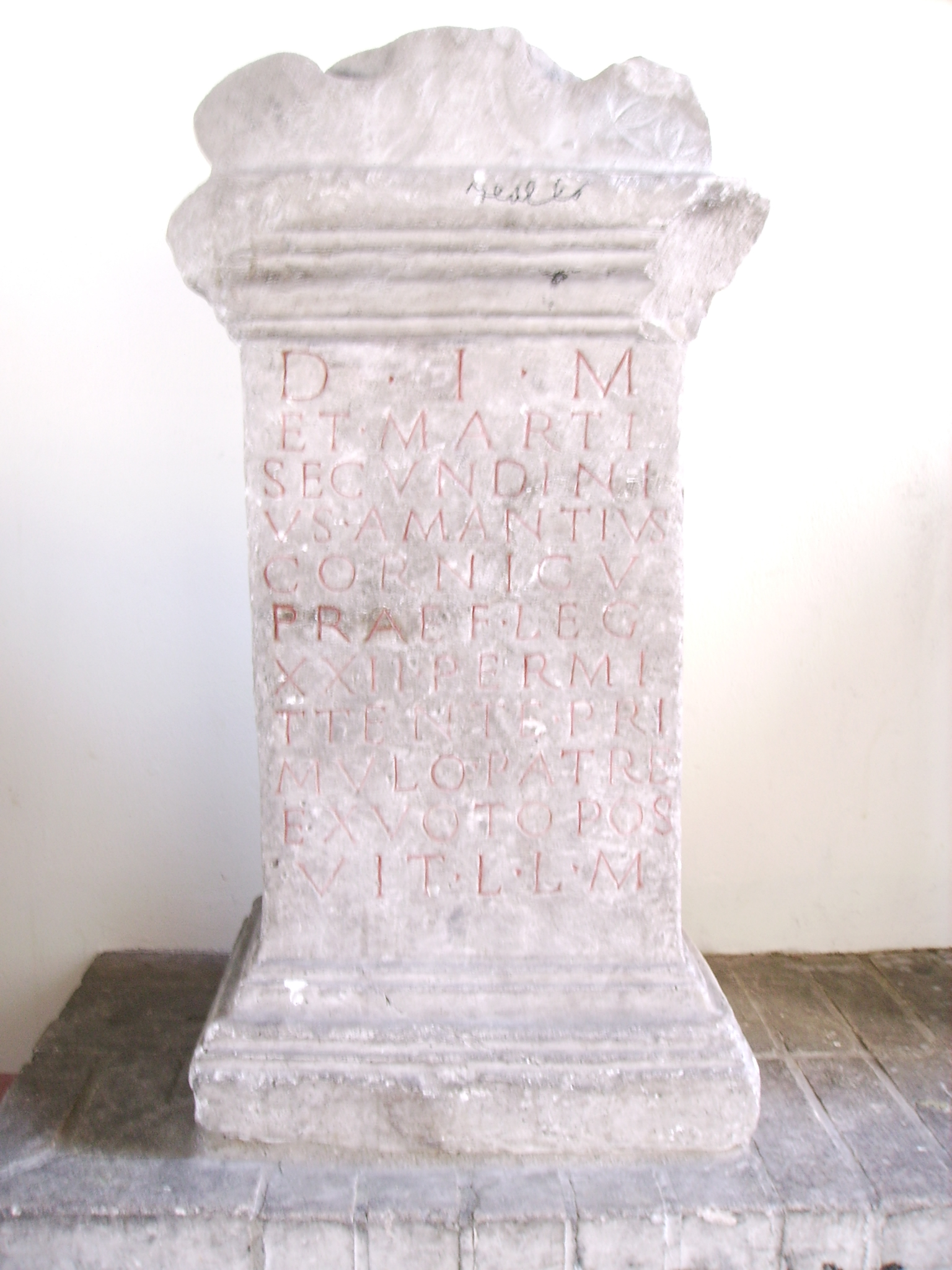
Altar roman dedicat lui Mithra

Viața religioasă din Imperiul Roman a fost strâns legată de fiecare aspect al vieții. La Dura Europus a fost descoperit calendarul Cohortei XX Palmyrenorum milliaria sagittarium (numit „Feriale Duranum”), care datează foarte probabil din perioada 225-227 d.H. (adică din perioada lui Severus Alexander). Într-unul din fragmente apare și o mențiune a unei suplicații pentru o Quinquatria. Quinquatria era un festival ținut în cinstea Minervei la Roma. Festivitățile durau timp de cinci zile. Minerva făcea parte din Triada Capitolină, alături de Jupiter și Iunona. Aceste festivale este foarte posibil să nu fi fost serbate doar în această parte a Imperiului Roman, ci și în alte părți. De exemplu, în nordul Britanniei, lângă fortul Maryport s-au descoperit mai multe alatre îngropate lângă un teren unde se crede că unitățile organizau parade militare. 17 altare îi erau închinate lui Iupiter Optimus Maximus. Unii comandanți apar de trei ori pe unele altare, precum Maenius Agrippa, iar Postumius Acilianus apare doar pe două. Este posibil ca unele altare să fi fost închinate anula, pentru binele împăratului, ca la Dura Europos. Existau zile în care stindardele erau împodobite oficial, iar Tertullian considera că venerarea stindardelor de către soldați echivala cu un cult religios.
Romanii în general, au reușit să să încorporeze cultele cu care au venit în contact. Existau de multe ori altare închinate mai multor zeități. La Housesteads, a fost descoperit un latar ridicat dintr-un detașament al Legiunii II Augusta, lui Jupiter și Coccidius, ultimul pare a fi un zeu al războiului răspândit în zona Zidului lui Hadrian. Romanii nu venerau doar propriile zeități, ci și pe cele din zona unde erau trimiși. În secolele II-III d.H., foarte popular a devenit cultul lui Jupiter Dolichenus, care era venerat încă de pe vremea hitiților, cu centrul de cult în Turcia de azi. Acesta, însă nu era venerat doar în Turcia. Dovadă stă faptul că primul monument în care este atestat cultul lui Jupiter Dolichenus în afara Turciei, datează din anul 125 sau 126 d.H. și a fost descoperit la Lambaesis, în Africa. Pe inscripția de pe acel monument stă scris: „ Pro s[alute] et incolumitate imp(eratoris) Cae[s(aris) Traia]ni Hadriani Augusti, Sex(tus) Iuli[us Maio]r, legatus ipsius pro praetore templu[m I(ovi)o(primo)M(aximo)D]olicheno dedicavit.”. O coincidență remarcabilă este aceea că din aceeași perioadă datează un monument dedicat lui Mithra, ce menționează preoțirea unui guvernator al Moesiei Inferior.
Inscripția a fost descoperită la Histria. Cultul lui Jupiter Dolihenus a fost foarte răspândit în timpul lui Septimius Severus și al dinastiei sale. Au fost descoeprite monumente dedicate acestui zeu în Germania Superioară (de către Cohorta II Raetorum, Cohorta I Aquitanorum), Moesia Superioară. În Moesia Superior, în literatura științifică, Jupiter Dolichenus este atestat la sfârșitul secolului II d.H. și începutul secolului III d.H. Cu toate acestea, prezența acestui cult în Bulgaria, este anterioară domniei lui Septimius Severus. Cohorta I Thracum Syriaca, a fost mutată în secolul I d.H. în Valea Timcoului din Siria. Aici erau mulți adepți ai cultului lui Jupiter Dolichenus.
Alți zei foarte răspândiți printre soldații romani erau Hercule, Mithra, Isis și Serapis. Cultul lui Hercule a fost foarte popular în secolul III d.H. Zeița Covventina era venerată în unele garnizoane din nordul Britanniei.
Uneori, membrii unui grupe etnic dintr-o unitate alegeau să se roage împreună. Cohorta II Tungrorum a ridicat altare lui Marte și zeităților germanice Ricagambeda și Viradechtis. Dintre multele zeități pe care le venerau soldații romani, se pare că cel mai răspândit era cultul lui Mithra. Acesta era un zeu iranian care era înfățișat cu o căciulă frigiană pe cap. Templele închinate lui Mithra semănau cu niște peșteri. În secolele II-IV d.H., mithraismul a fost primul competitor al creștinismului.

### Înmormântarea

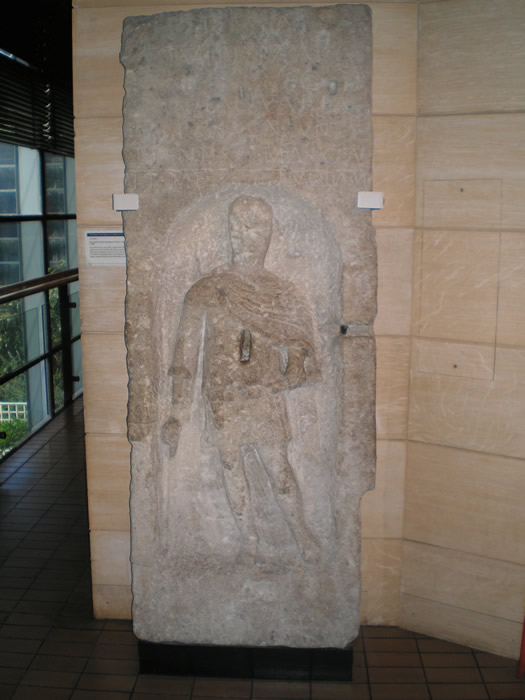
Piatră de mormânt a lui Vivius Marcianus, Muzeul Londrei

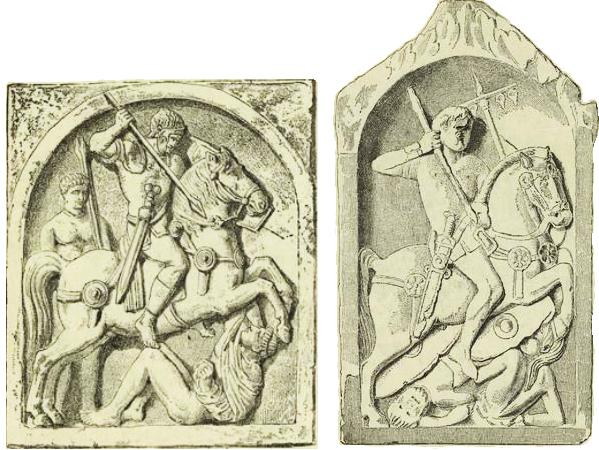
Ilustrație dintr-o carte. Piatră de mormânt a unui călăreț din Germania

Una dintre reținerile pentru soldă era fondul de înmormântare, care era colectat de fiecare centurie. Înmormântarea era un ritual foarte important pentru majoritatea popoarelor din lumea romană. Dacă soldatul murea la datorie, banii erau folosiți pentru o înmormântare simplă.
Cu puțin timp după domnia lui Augustus, cuferele de marmură în relief au devenit foarte populare pentru clasa de mijloc, și a rămas așa pentru următorii 200 de ani. În secolul II d.H., mai mult de jumătate din clienții acestor cufere erau soldații. De asemenea, tot mai mulți romani au început să prefere înhumarea în locul incinerației, aceasta din urmă rămânând uzuală în taberele militare până în secolul III d.H.
Pe timp de război, multe cadavre erau incinerate în masă, însă, pe timp de pace se organiza o ceremonie solemnă. După ce cortegiul funerar ieșea din fort, patul și corpul erau așezate pe rugul funerar, de obicei într-un loc de la marginea drumului ce ducea spre fort. Era ars acolo, apoi cenușa era strânsă într-o urnă funerară. Practicile funerare în armata romană erau diverse. Din Egipt s-a păstrat în această perioadă practica mumificării. Practica de a-și lua o soție neoficială s-a generalizat, astfel că soldații erau bociți de camarazi și de soții. Fondul de înmormântare era probabil doar pentru plăcile funerare ieftine, dar soldații puneau bani deoparte pentru unele scumpe. Pe unele monumente funerare sunt înfățișați sclavii și liberții soldatului. Un tip de piatră de mormânt îl înfățișează pe defunct stând pe un cal cambrat și agitându-și armele, în timp ce barbarii se ghemuiesc sub copitele calului.
La Chester, Legiunea XX Valeria Victrix a ridicat un monument funerar unui optio. Aulus Sentius, un veteran din Legiunea Xi a pierit în Dalmația. Cauza morții este rar precizată. În Britannia, la Bath, a fost descoperit un monument funerar al unui soldat originar din Spania, Lucius Vitellius Tancinus, care a murit la vârsta de 46 de ani, după 20 de ani de serviciu. Pe un alt monument descoperit în același loc stă scris: „IVLIVS VITA LIS FABRICIESIS LEG XX VV STIPENDIORVM IX ANOR XX IX NATIONE BELGA EX COLEGIOFABRICE ELATVS H S E”. Acesta este dedicat unui inginer al Legiunii XX Valeria Victrix, pe nume Julius Vitalis.

### Îmbrăcămintea
Vezi detalii pe : Îmbrăcămintea în armata romană

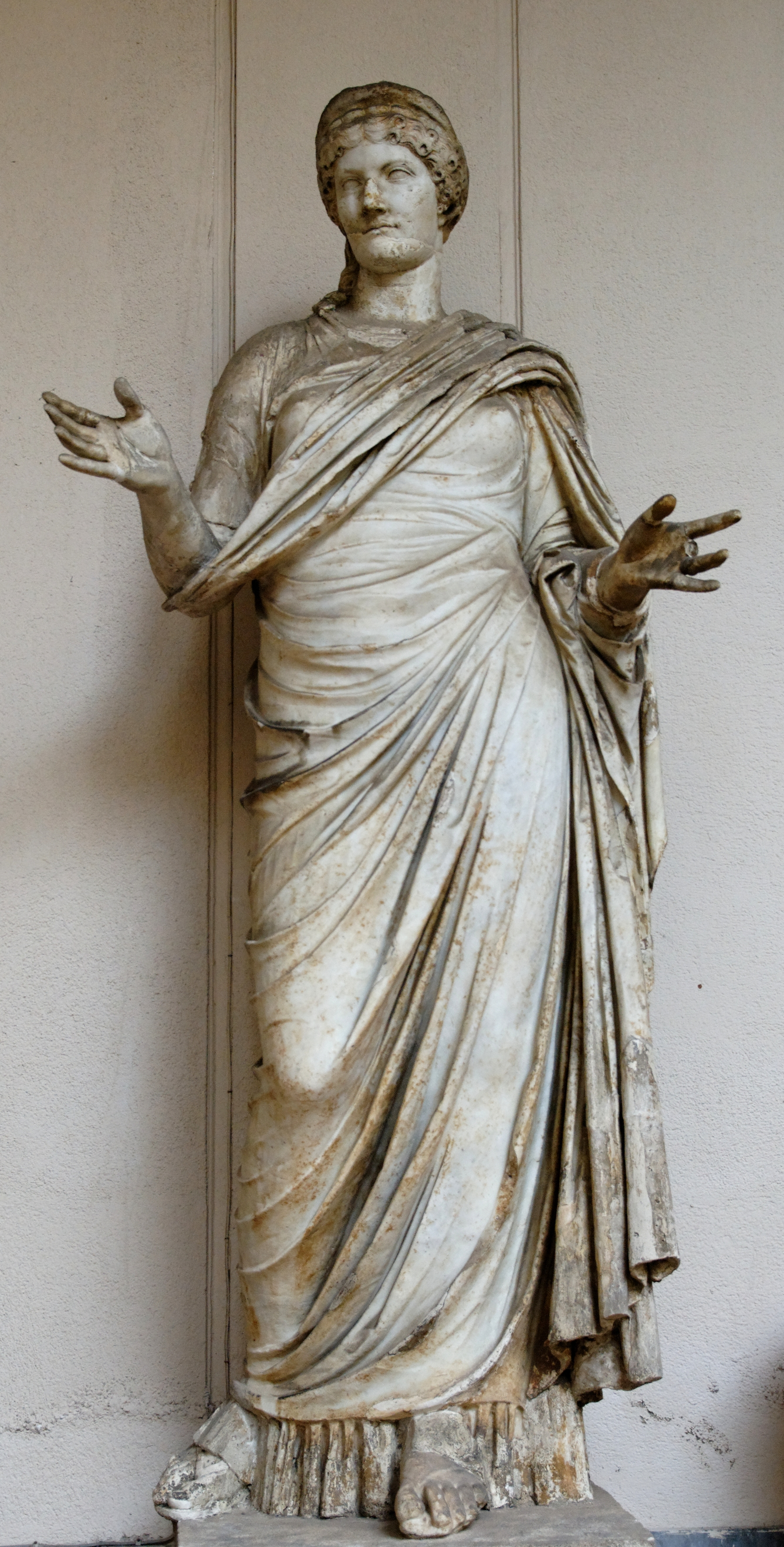
Statuie: Agrippina cea Bătrână, care poartă tunică și pelerină

A fost acordată o mare atenție armurii și echipamentului roman, în schimb îmbrăcămintea a fost practic ignorată. Ideea că soldații romani au purtat doar tunică și ghete (adăugate la echipament) este greșită.
Tunica
În lumea romană și greacă haina principală a unui civil roman era o tunică până la genunchi, purtată fără pantaloni, deoarece aceștia erau considerați obiect de îmbrăcăminte al barbarilor. Scriitorul roman Gellius scria că primele tunici nu aveau mâneci, iar pe cele cu mânecă lungă le considerau ridicole. Cea mai mare parte a evidențelor sculpturale sunt cuprinse între domnia lui Tiberius și cea a lui Hadrian. Tunica militară era asemănătoare cu cea civilă și a rămas îmbrăcămintea obișnuită a soldaților romani până la începutul secolului III d.H. Aceasta ajungea de obicei până la genunchi și era strânsă cu o centură. O copie a unui papirus din Egipt menționează furnizarea de îmbrăcăminte și o păturică pentru armata din Capadoccia de către țesătorii din Philadelphia (astăzi Alașehir). În acest document apare și o tunică cu lungimea de trei coți și jumătate (1,55 de metri), largă de 1,4 metri. Cântărea aproximativ 1,6 kilograme și costa 24 de drahme. Acest model este comparabil cu unul dintre cele mai mari tunici descoperite la Nahal Hever, în Israel. Costul acestei tunici poate fi comparat cu deducția din încasarea lui C. Messius de la Masada, datată din 72 d.H. Soldatului Q. Iulius Proclus i se deduceau 205,5 de drahme pe an pentru îmbrăcăminte.
Modelul tunicii era în esență simplu: două bucăți pătrate identice de material, de obicei din lână sau in. Unele tunici aveau mânecile destul de scurte, deși unele sculpturi în care apar cavaleriști sugerează că acestea aveau mânecile lungi. Cel puțin unele dintre tunicile infanteriștilor puteau fi purtate cu umărul și brațele dezgolite.
Efectele crizei începute la sfârșitul secolului al II-lea d.H. pot fi văzute în costul crescut ilustrat de prețul emis în 301 d.H., în timpul domniei lui Dioclețian. Aici este menționat faptul că există trei clase de tunici militare, costând 1000, 1250 și 1500 de denarii.
Clavi
Clavi, sau faugustus clavus, erau benzi decorative situate în mijlocul tunicii. Cu timpul clavus și-a pierdut distincția. Apoi, clavus a devenit mai elabvorată. Pentru cavaleri era o bandă îngustă care se întindea peste fiecare umăr, până la tivul de pe tunică sau de pe dalmatica descinsă. Folosirea unei clavi purpurie este atestată în Historia Augusta și pe picturile de la Dura-Europos. Clavi erau țesute în fabrici în timpul manufacturii. La Mons Claudianus, majoritatea clavi de pe fragmentele textile aveau o lățime cuprinsă între 1 și 4 centimetri. Clavi erau uneori decorate și unele exemple erau largi de șapte centimetri.
Clavus erau împărțite în:
-latus clavus, pentru senatori
-angustus clavus, pentru ordinul ecvestru

## Bătălii și războaie importante din perioada Principatului

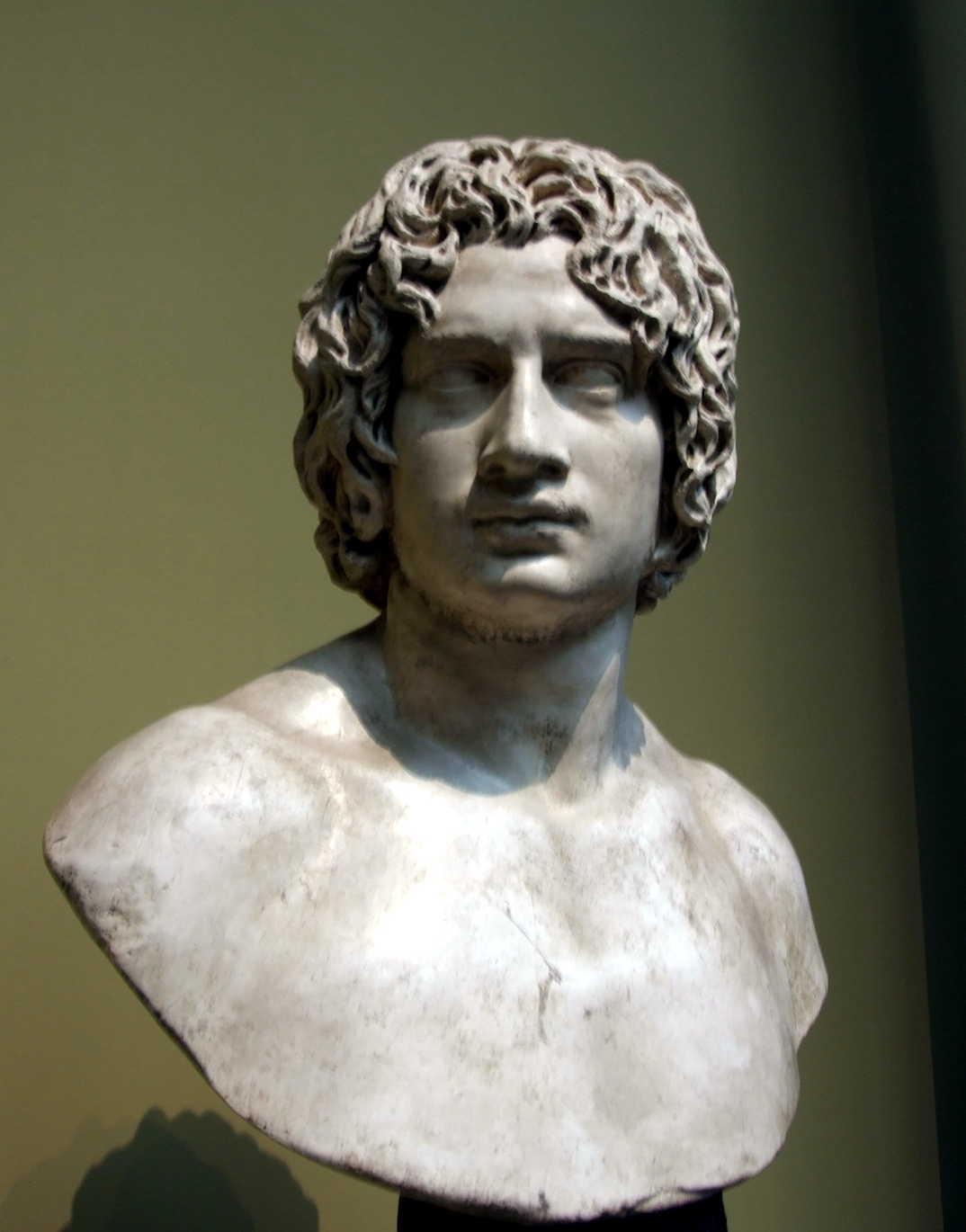
Bust al conducătorului Arminius

### Bătălia din Pădurea Teutoburg
Etimologia numelui „Teutoburg” ar putea proveni conform unor filologi germani din germanicul „*burg” care înseamnă loc central. Acesta probabil că a dat goticul „baúrgs”-„castel, citadelă”. Alte cuvinte similare sunt „burg”, „burgh”, „burc(h)”, „burk”, „bureg”, „buruc”, „purg” și „purch”. În proto-germanică sunetul /g/ era un velar sau un palatal fricativ la fel ca și „g” din spaniolul „agua” („apă”). „*Burg” ar putea proveni din proto-indo-europeanul „*bhurgh-”.
Între anii 12 î.H. și 9 î.H., guvernator al Germaniei era Drusus, fiul vitreg al lui Augustus. În anul 11 î.H., acesta a atins râul Wesser, pentru ca doi ani mai târziu să ocupe capitala tribului batavilor, Ubii (Köln)
În anul 9 d.H., legiunile XVII, XVIII și XIX comandate de Publius Quintilius Varus împreună cu trei alae și șase cohorte au fost atrase într-o ambuscadă în Pădurea Teutoburg, de către conducătorul tribului cheruscilor, Arminius. După câteva zile de luptă, armata romană a fost învinsă, iar Publius Quintilius Varus s-a sinucis. Practic, o zecime din armata romană a fost nimicită, fiind o lovitură grea pentru Augustus, care la bătrânețe se spune că se plimba prin palatul său zicând: „Quinctilius Varus, dă-mi legiunile înapoi”. Velleius Paterculus la descris pe Arminius ca fiind: „Un aristocrat tânăr, cu braț vânjos și iute la minte, de departe mai isteț decât barbarii obișnuiți... Înflăcărarea ce i se citea pe chip și în ochi dezvăluia spiritul aprins ce-l însuflețea. El luptase de partea noastră în campaniile precedente și a căpătat dreptul de afi cetățean roman; mai mult, a fost chiar ridicat la rangul de cavaler; Velleius Paterculus 2.108. Mulți autori antici, precum Tacitus, Lucius Annæus Florus, Gaius Suetonius Tranquillus, Strabon. Numele lui Arminius este probabil derivat de la zeul Irmun. Însă, probabil că numele său inițial începea cu „Seg-/Sig-”. Acesta se găsește, spre exemplu în unele epopei precum „Cântecul Nibelungilor” (care datează din secolul al XIII-lea) și „Völsunga saga” în care eroul-dragon respectiv se numește „Sigfrid”. În ciuda victoriei pe care Arminius a obținut-o, acesta nu-și făcea mari speranțe în legătură cu rezistența sa în fața romanilor, așa că a preferat să se retragă în pădurile Germaniei.

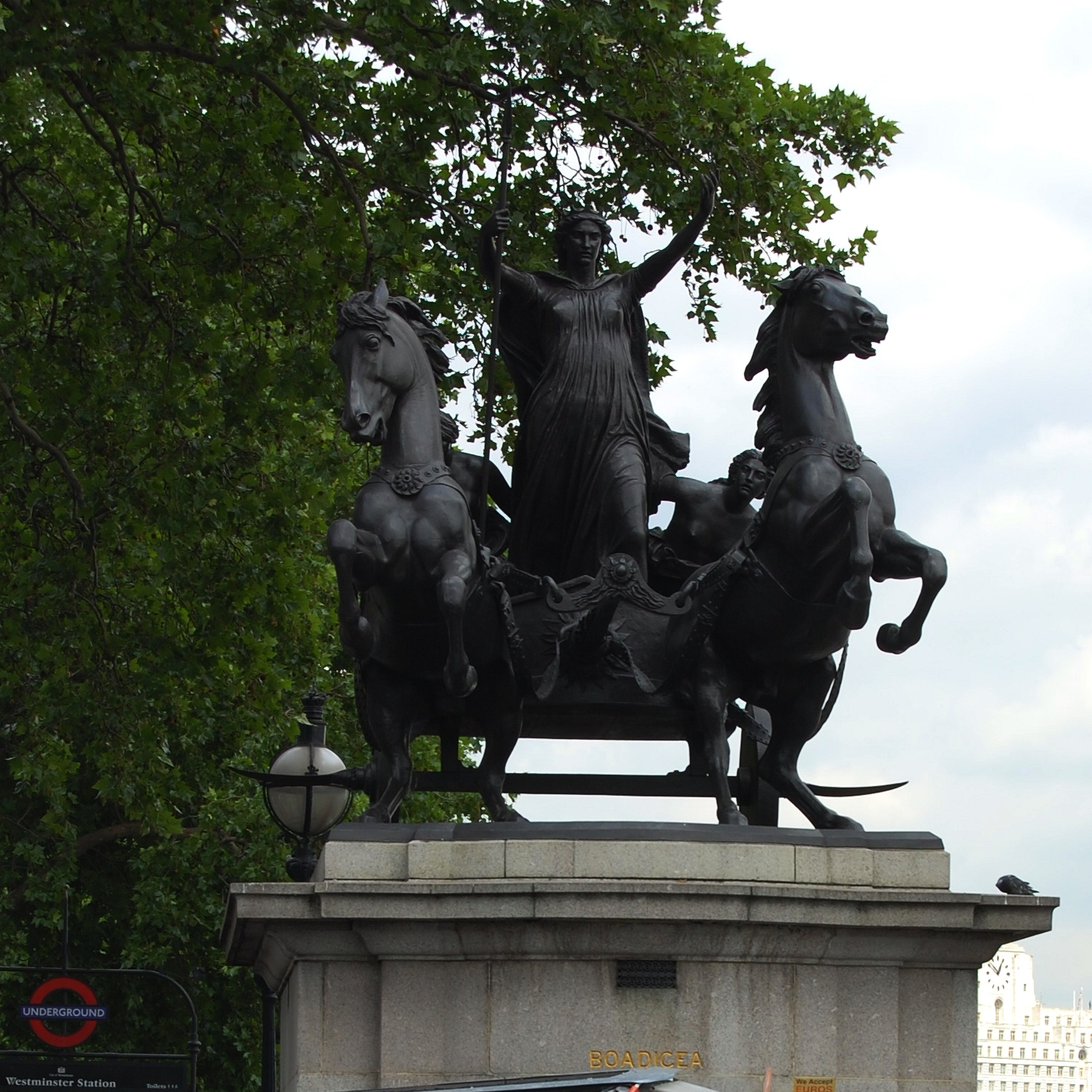
Statuie a reginei Bouddica

### Răscoala reginei Bouddica
Bouddica (numele probabil evoca zeița celtică Boudiga sau poate era un titlu nobiliar s-a născut în jurul anului 10 d.H. S-a căsătorit cu șeful triburilor icenilor, Prasutagus. Acesta a murit prematur, încât, prin testament, moștenitorii erau cele două fiice ale sale și împăratul Nero. Prasutagus sperase că așa va scăpa de asuprirea romanilor. Însă romanii au incendiat satele, au omorât mulți oameni, i-au batjocorit fiicele lui și pe Bouddica. Celții jefuiți au pornit pe urma romanilor, au profitat de plecarea guvernatorului Britaniei, Suetonius, și, conduși de Bouddica (caracterizată de istoricul Dio Cassius ca destoinică), au cucerit orașele Coldinium (Colchester), Londinium (Londra) și Verulamium (Saint Albans). Cei 200 de soldați prost înarmați, trimiși la început, au fost învinși de Bouddica la Camulodounum. Intervenția lui Petilius Quintus Cerialis (comandantul unei unități din Legio IX Hispana) împotriva Boudiccăi a fost înfrântă de iceni. Bătălia finală s-a dat între 230.000 de celți conduși de Bouddica și oastea condusă de guvernatorul Publius Suetonius. Deși forța icenă era superioară numeric, lipsa experienței și proasta organizare au fost decisive. Bouddica s-a sinucis după dezastrul suferit de iceni, iar rezistența populației celtice a fost înfrântă definitiv.

### Revolta batavilor
Revolta batavilor a avut loc în anii 69-70 d.H. Revolta s-a bucurat inițial de succes sub comanda lui Julius Civilis, dar în final a fost înnăbușită de ginerele lui Vespasian, Quintus Petilius Cerialis. Quintus Petilius Cerialis a condus Legiunile XXI Rapax, II Adiutrix și noile venite VI Victrix, și XIV Gemina.

### Bătălia de la Masada
Masada provine de la denumirea evreiască pentru cetate” („Metzuda”). În anul 66 d.H., provincia Iudeea s-a răzvrătit împotriva stăpânirii romane. O facțiune extremistă de asasini politic, numită sicarii, după bricegele curbate mari pe care le foloseau, au pătruns în fortăreața Masada. Pentru poporul evreu, distrugerea Templului din Ierusalim din anul 70 d.H., situat pe un platou mai sus de așa-numitul Zid de Vest, a însemnat sfârșitul istoriei lor continue în țara Palestinei, fără nicio speranță de a-și recăpăta independența. Romanii au fost conduși de Flavius Silva în această bătălie din 73 d.H., în timp ce evreii se aflau sub comanda lui Eleazar Ben Yair. Armata romană era formată din Legiunea X Fretensis și un număr necunoscut de unități auxiliare, în total romanii erau puțin peste 5000, în timp ce evreii erau doar 960, dar cu o proporție de semnificativă de necombatanți, care erau femei, bătrâni și copii. Silva și-a dat seama că nu avea altă soluție de a intra în fortăreață decât să construiască o rampă, deoarece Masada era un loc abrupt. Pentru ca apărătorii să nu scape, romanii au construit o linie de circumvalație, întărită cu șase forturi. Când a fost finalizată rampa, a fost adus un turn care conținea un berbec. Acesta a fost urcat pe rampă și a început să facă găuri în perete. Romanii urmau a doua zi să intre în fortăreață, dar, înainte de aceasta, sicarii s-au sinucis și și-au ucis și familiile.

### Războaiele daco-romane
Primul război daco-roman

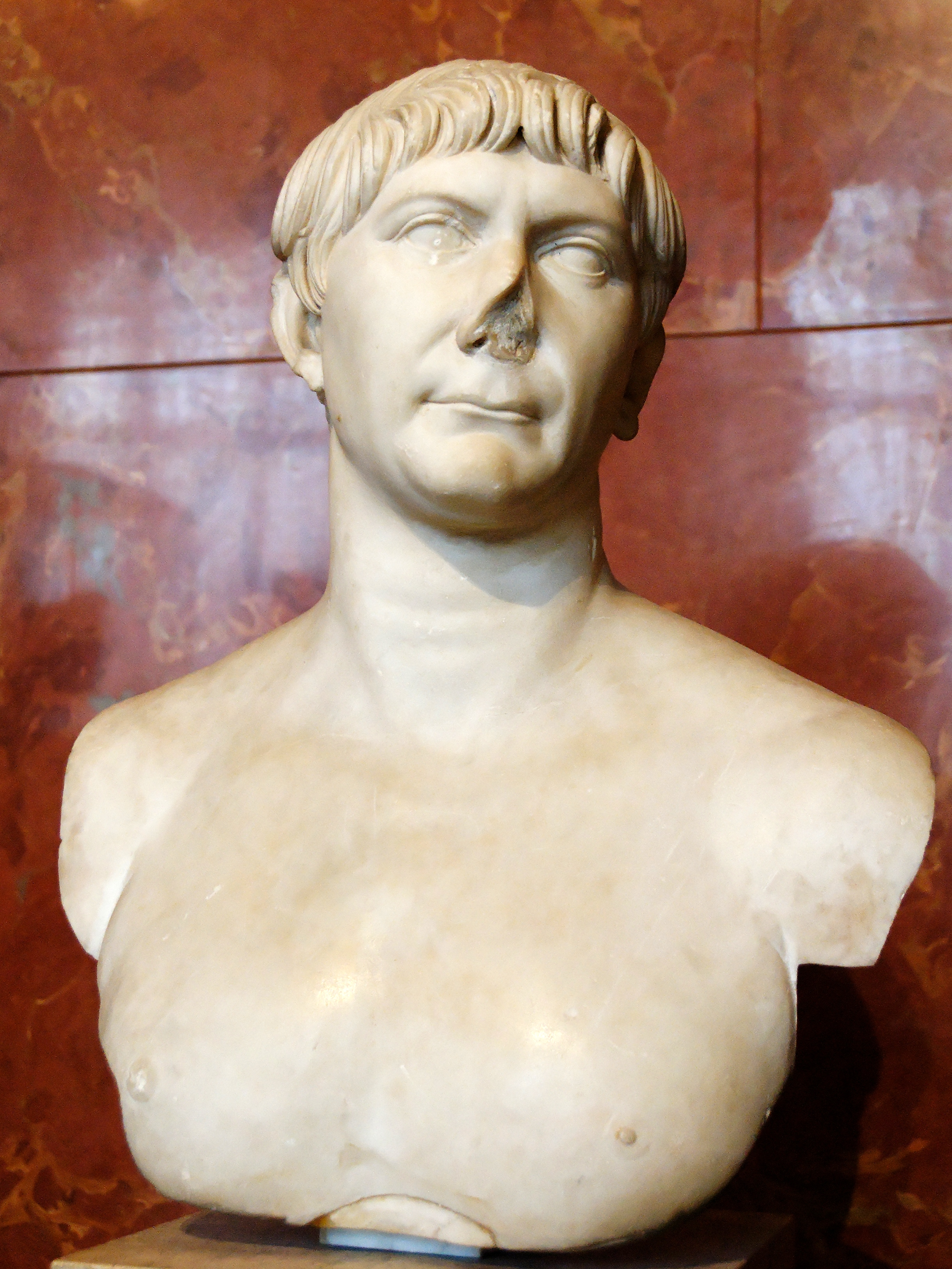
Bust al lui Traian aflat la Muzeul Louvre

Informațiile documentare privind războaiele daco-romane sun lacunare și puține, multe dintre scrierile despre daci pierzîndu-se de-a lungul timpului: „Dacica” a lui Traian, „Getica ” a medicului acestuia, Criton, care l-a însoțit în Dacia, scrierile lui Dios Crysostomos, etc.. Columna lui Traian, monument ridicat la Roma, în forumul lui Traian a fost inaugurată la 12 mai 113 fiind opera arhitectului Apollodor din Damasc. Este o creație originală a artei romane de la începutul sec. II, prezentând totodată un deosebit interes ca izvor istoric.
Cauzele războaielor dacilor cu romanii sunt diverse. Istoricii moderni au presupus numeroase cauze posibile, cum ar fi bogățiile subsolului dacic și criza economică din Italia sau dorința lui Traian de a atinge gloria lui Alexandru Macedon. De asemenea, o altă variantă ar putea fi nemulțumirea romanilor față de creșterea puterii dacilor. Traian a început războiul după trei ani de pregătiri, foarte probabil pe 25 martie 101 d.H.. Acesta a construit un drum în stâncă în anul 100 d.H., pe malul drept al Dunării în defileul Cazanelor, a fost construit un drum în stâncă; de asemenea în anul 101 a fost construit un canal în jurul actualelor localități Šip și Carataš, situate în Serbia. Armata romană număra în total aproximativ 150.000 de oameni, în timp ce dacii erau de trei ori mai puțini.
Armata romană, condusă de însuși Traian, a avansat prin Banat, probabil prin același loc unde tecuse și Tettius Iulianus în anul 88 d.H. În același tim, Laberius Maximus a urcat și el spre nord cu armata până la valea râului Olt. Probabil că o a treia coloană a pătruns în Dacia pe la Drobeta de unde s-a îndreptat spre munți și apoi prin pasul Vâlcan spre Sarmizegetusa. Înaintarea armatei romane s-a făcut fără incidente, Decebal așteptându-i pe romani la Tapae (Porțile de Fier ale Transilvaniei). Datorită riscului lui Decebal de a-și părăsi reședința, Traian a fost obligat să părăsească munții din sud-vestul Transilvaniei, acesta fiind începutul celei de-a doua campanii. Atacul dacilor a fost corelat cu cel al barbarilor din est.
Traian a reușit să spulbere coaliția barbară, câștigând bătăliile decisive de la Adamklissi și Nicopolis ad Istrum. După aceste evenimente, în primăvara anului 102 Traian reia ofensiva, în ciuda încercărilor de tratative ale lui Decebal, duse de solii formate din comatiși apoi prin tarabostes. Traian va ataca din mai multe părți, iar dacii, slăbiți, vor cere pacea, pe care Traian o va accepta.
Al doilea război daco-roman
Încă după primul război dintre Decebal și Traian (101/102) romanii ocupaseră Banatul și țara Hațegului, Oltenia, vestul Munteniei și
probabil sudul Moldovei. Cassius Dio scria că după acest război, comanda armatei romane de ocupație i-a fost încredințată lui Cn. Pinarius Aemilius Cicatricula Longinus, legatul legiunii VII Claudia. La 4 iunie 105 Traian părăsea Roma și însoțit de Decimus Terentius Scaurianus, viitor guvernator roman al Daciei, se îmbarcă la Brundisium, îndreptându-se spre Moesia Superior. Traian va rămâne în Dacia, așteptând să-și refacă forțele pentru a doua campanie de luptă. I-au venit în ajutor legiunea I Flavia pia fidelis Minerva, a cărei signă este detaliată pe Columnă; legiunea XI Claudia pia fidelis, transferată de la Vindonissa, și vexillationii din legiunile IV Scythica, XII Fulminata și una a cărei nume a fost schimbat. Atacul asupra Daciei s-a desfășurat din mai multe direcții: din vest prin Banat, spre vale Mureșului și Valea Orașului; dinspre sud, de la Drobeta prin pasul Vâlcan; posibil și pe Valea Oltului. Abia în anul 106 au început operațiunile de cucerire a ultimelor cetăți stăpânite de daci. Cu toată lupta îndârjită și sacrificiul dacilor, cetățile lor au fost pe rând cucerite. Prada de război, în care se include și tezaurul lui Decebal, a fost mare. (Scena 78 de pe Columnă). Dio Cassius, Ioanes Lydus, (bazat pe datele din „Getica” lui Criton) apreciază acest tezaur la 165.000 kg aur și 331.000 kg argint. Chiar dacă cifrele sunt exagerate, bogăția prăzii a permis redresarea parțială a finanțelor Imperiului.
Printre legiunile,cohortele și alele staționate în Dacia, se pot enumera:
- Legiunea a XIII-a Gemina

- Legiunea a XIV-a Gemina

- Legiunea a IV-a Flavia Felix

- Legiunea XI Claudia pia Fidelis

- Legiunea a V-a Macedonica

- Ala I Claudia

- Ala I civium Romanorum

- Ala I Britannica civium Romanorum

- Cohors I Thracum

- Ala I Hispanorum

- Ala I Ituraeorum Sagittanorum

- Ala II Pannoniorum Veterana

- Ala Siliana Civium Romanorum

- Ala I Tungrorum Frontoniana

-Cohors I Ubiorum
-Cohors V Lingonum

### Revolta lui Simon Bar Kohba
După plecarea lui Hadrian din Iudeea, evreii și-au început rebeliunea pe scară largă, sub conducerea lui Simon Bar Kohba. Succesul său inițial a fost considerabil, deoarece Roma a pus în luptă trei legiuni (aproximativ 50.000 de soldați) pentru a opri rebeliunea. Este posibil să fi participat mai multe legiuni, totuși . Bar Kohba devenise astfel Mesia cel așteptat al evreilor. Evreii au început să bată monede pe care scria „Libertate Israelului”.
Printre legiunile care au participat sigur la luptă se numără Legiunea VI Ferrata, Legiunea X Fretensis și Legiunea XXII Deioteriana. Legiunea XXII Deioteriana a fost probabil anihilată, deoarece nu există altă indicație a existenței acestei legiuni după acest război. De asemenea, este posibil ca la acest război să fi participat și Legiunea III Cyrenaica, Legiunea III Gallica și Legiunea IV Scythica. Războiul a durat trei ani până în anul 135 d.H. Bătălia finală s-a dat la Bethar, sediul general al lui Simon Bar Kochba. După luptă aprigă, fiecare evreu a fost omorât, iar revolta a fost astfel înăbușită.

### Războiul împotriva lui Șapur I

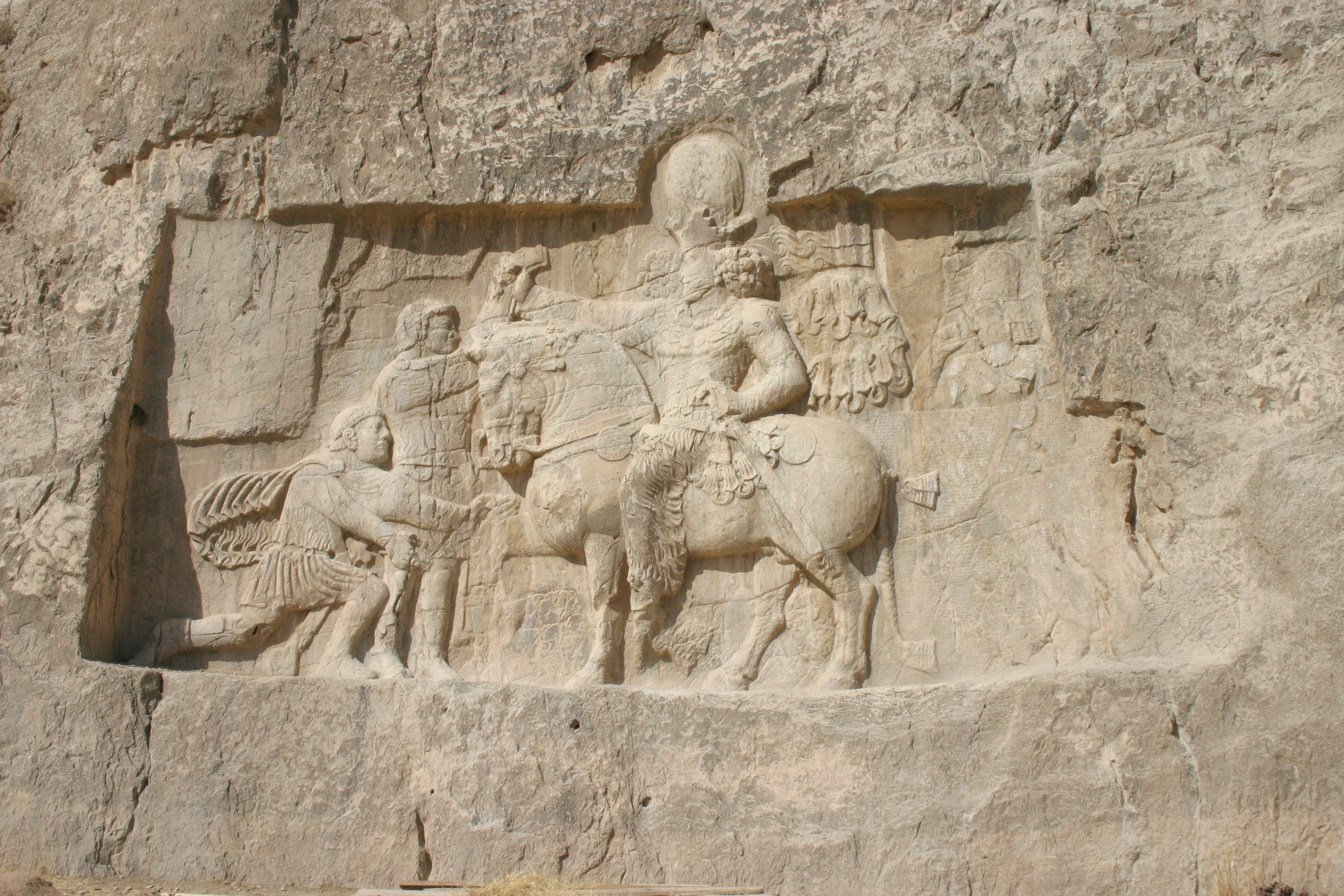
Basorelief în care împăratul Valerian este înfățișat ca sclav al lui Șapur I

Șapur I s-a născut în jurul anului 215 d.Hr., fiind fiul regelui Ardașir (fondatorul în 226 d.Hr. al dinastiei sasanide) și nepotul zeului-rege Papak. Încoronarea lui Șapur pare să fi avut loc în anul 240.
În anul 232 d.Hr., împăratul Septimius Severus a organizat o campanie împotriva imperiului persan sasanid. În 244, Șapur I a încheiat un tratat de pace cu Filip Arabul, dar în 251 a reluat ofensiva împotriva provinciilor estice ale Imperiului Roman. În anii următori a cucerit Armenia, a invadat Siria și a devastat Antiohia.
În 257, împăratul Valerian a organizat o campanie împotriva Imperiului Sasanid, reușind să recupereze Antiohia și Siria. Armata romană, staționată la Edessa (azi Șanlıurfa), a slăbit mult din cauza ravagiilor făcute de o epidemie de ciumă tocmai în timpul asediului organizat de oastea lui șahinșahului Șapur.
În 260, Valerian a ajuns la o înțelegere cu Șapur să înceapă negocieri de pace, însă monarhul sasanid l-a păcălit și l-a făcut prizonier. Valerian a rămas tot restul vieții în captivitate la curtea lui Șapur I. Șahul persan a mai făcut unele cuceriri în Asia Minor (Asia Mică), dar a suferit pe urmă o serie de înfrângeri, mai ales în luptele cu trupele lui Septimius Odenathus, principele Palmyrei, și în cele din urmă a pierdut și Armenia.

### Războiul împotriva Zenobiei
În secolul III d.H., partea de est a Imperiului Roman au căzut în mâinile Palmyrei, care era în plină ascensiune. Palmyra era formată dintr-un amestec de neamuri siriace și arameice, alături de câțiva întreprinzători greci. Aceștia numeau orașul Tad'mor. Era o străveche așezare, fiind populată neîntrerupt din jurul anului 7000 î.H. Despre palmireni, Appian spunea „Ca negustori, palmirenii aduc fructele Indiei și Arabiei, din Persia. Aceste fructe ei le vând apoi în teritoriile romane.” Appian, Războaiele Civile, 5.1.9. Zenobia s-a născut dintr-un tată arab sau aramean și o mamă probabil egipteană, posibil la începutul anilor 240 d.H.. Ea a pretins că descinde din Cleopatra. În timpul adolescenței, Zenobia se căsătorește cu Odenathus, devenindu-i astfel a doua soție. Zenobia și Odenathus au născut un copil, deși acesta avea deja un urmaș, Hairan, din prima căsătorie. În anul 267 d.H., o incursiune a goților l-a determinat pe Odenathus să meargă spre ord, împotriva inamicilor. Curând, însă, la Palmyra ajunge vestea că Odenathus este mort. Cel care și-a asumat responsabilitatea pentru această crimă era unul din nepoții săi, Maeonius. Acesta l-a ucis, foarte probabil datorită faptului că râvnea la tron.
Este posibil ca și Zenobia să fi făcut parte din acest complot. Cu toate acestea, Zenobia l-a capturat pe Maeonius și l-a sacrificat zeilor. Acum, Zenobia cu ajutorul fiului ei Vallabathus, ajunsese să controleze un vast imperiu: de la munții Taurus în nord, la Golful Persic în sud; imperiu ce includea și Cilicia, Mesopotamia, Arabia și părți din Siria. În anul 269 d.H, în timp ce romanii erau ocupați cu goții, Zenobia a șocat atunci când și-a condus armata în Egipt, capturându-l din mâinile Imperiului Roman. În același an, Zenobia anexează câteva terenuri mici din jurul Siriei Regatului Palmyrei. Mai târziu, va adăuga regatului părți importante din Asia Mică.
Datorită acestor succese, Zenobia va emite mai târziu monede proprii. Pe aceste monede apare numele ei Septimia Zenobia, precum și în relatările latinești (sau Ζηνοβια în greacă). Aceasta a fost picătura care a umplut paharul pentru romani. Aurelian, împăratul Romei,a decis să recupereze Egiptul și Asia Mică. La râul Oronte, lângă Antiohia, armatele fiind aproape egale. Romanii i-au pus pe fugă pe palmireni, și au reușit să-i învingă. La Emesa, ambele armate aveau 70.000 de soldați. Palmirenii nu au reprezentat nicio dificultate pentru romani. Zenobia și-a abandonat armata și a fugit înapoi la Palmyra, care se afla la 100 de mile distanță. La râul Eufrat a fost capturată de Aurelian. Nu se știe exact ce s-a întâmplat cu Zenobia de aici încolo, deși cea mai credibilă variantă este aceea conform căreia a fost cruțată și s-a căsătorit cu un guvernator roman, trăind o viață retrasă în villa de la Tivoli.

## Sfârșitul Imperiului Roman de Apus

### Alaric contra Romei
Pătrunderea diverselor populații germanice în imperiu a avut loc în valuri, într-o perioadă lungă, de la sfârșitul secolului al II-lea d.H. până în secolul al V-lea d.H.. Alaric s-a născut în jurul anului 370 d.H. într-un ostrov de la gurile Dunării, insula Peuce (Dobrogea). Inițial, Alaric și vizigoții erau aliați ai Romei (a avut și rangul de comandant militar roman, magister militum, pentru provincia praefectura Illyricum). În anul 398, regele vizigoților rupe alianța cu Roma și invadează provinciile Tracia și Grecia. În anul 401, Alaric a atacat Italia. A fost înfrânt de două ori de armata condusă de generalul roman Flavius Stilicho, fiind nevoit să încheie cu el un tratat de pace. După moartea lui Stilicho, în anul 410, oastea lui Alaric a cucerit Roma. Ieronim, în Scrisori 127, prezintă reacția populației la vestea cuceririi capitalei imperiului: Am aflat un zvon teribil, despre evenimentele din Apus. Se spune că Roma a fost asediată și că mai întâi cetățenii ei și-au putut cumpăra libertatea cu aur și, când tot aurul li s-a luat, au fost din nou asediați, astfel încât de astă dată nu doar bogățiile, ci și viețile și le-au pierdut. Mesagerul ne-a dat această veste cu voce tremurătoare și abia mai putea vorbi, printre suspine. Orașul care cucerise întreaga lume era acum el însuși cucerit. În același an, Alaric a intenționat să cucerească provinciile romane Sicilia și Africa, dar flota i-a fost distrusă de o furtună. A murit în același an la Consenza..

### Attila
Attila s-a născut în anul 406 d.H. Acesta devine rege în anul 433 d.H., împreună cu fratele său, Bleda, la moartea unchiului său, Roua. Bleda moare în anul 445 d.H., probabil asasinat de către Attila. Theodosius II încheiase un tratat cu Rugila, conducătorul celui mai numeros grup de huni, prin care îl numea general și îi dădea subsidii de 350 de funzi. După moartea lui Rugila, Attila, devenit singur rege al hunilor între timp, câștigă câteva bătălii foarte importante. și îi cere lui Theodosius dublarea tributului și să-i fie dați hunii fugari de pe teritoriul Imperiului Roman. Thedosoius a dorit să-l omoare printr-un complot pe Attila, dar nu a reușit. Attila a pornit din nou război, arzând și distrugând toate orașele ce-i ieșeau în cale. Theodosius i-a plătit o mare sumă de bani și i-a oferit o porțiune din teritoriul de la sud de Dunăre. În anul 450 d.H., Theodosius II moare, iar tronuk său va fi ocupat de un veteran pe nume Marcian. Attila și teribila sa armată au atacat Gallia. Estimările antice vorbesc de faptul că armata lui Attila avea de la 300.000 până la 700.000 de soldați. Apărătorul Galliei era Flavius Aëtius, un demn urmaș al lui Stilicon. Attila reușește să captureze orașul Orléans, dar se îndreaptă către orașul modern Châlons, deoarece aflase că inamicul său sosise. Bătălia de la Chalons a reprezentat un moment decisiv pentru societatea occidentală. Confruntarea între cele două armate a avut loc p 19 septembrie 451 d.H., atunci când francii au interceptat o bandă de gepizi despărțită de nucleul armatei lui Attila. Această ciocnire preliminară a făcut 15.000 de victime. În zorii zilei, era aproape sigur că cel ce va ocupa o colină situată în mijlocul câmpiei va avea un avantaj decisiv. Romanii au reușit să triumfe, iar hunii s-au retras. Iordanes în Istoria goților 207 descrie această bătălie spunând că: Lupta a ajuns să se dea corp la corp, sălbatică, dură, haotică, fără să lase adversarilor niciun răgaz. În nicio poveste din vechime nu s-a mai vorbit de un asemenea măcel. Și atât de grozave fapte s-au săvârșit acolo încât niciun viteaz care a pierdut acest incredibil spectacol nu mai poate nădăjdui că va vedea ceva mai înfiorător până la capătul zilelor lui. După această înfrângere, Attila a pornit o invazie împotriva Italiei. A ajuns la porțile Romei, iar împăratul Valentinian nu avea o armată suficientă să-l oprească. Papa Leon I s-a dus în tabăra lui Attila și l-a rugat să nu atace orașul. Attila a fost impresionat și a renunțat la planul său, primind în schimb o sumă mare de bani. După ce s-a întors din Italia, Attila a murit datorită excesului de băutură, făcând hemoragie nazală în anul 453 d.H.

## Armata romană târzie / armata romană din Est (284-641)

### Reformele din timpul împăraților Dioclețian și Constantin cel Mare
Ca împărat, Dioclețian a trebuit să facă față multor probleme. Cea mai mare preocupare a sa la începutul domniei a fost aceea de aduce răzvrătiți dintre barbari pentru a consolida frontierele. Notitia Dignitatum are o mare valoare când descrie aranjamentele lui Dioclețian, însă o mare parte din aceasta a fost scrisă la sfârșitul secolului al IV-lea d.H. și de aceea nu înregistrează pierderile suportate în timpul acelui secol. Într-o celebră comparație între Dioclețian și Constantin, Zosimus îl laudă pe primul deoarece, datorită simțului său de anticipație, frontierele imperiului erau peste tot susținute de orașe, garnizoane și fortificații care găzduiau întreaga armată. La începutul domniei lui Dioclețian, existau 34 de legiuni distribuite astfel:
- Britania Jos: legiunea VI Victrix
- Britania de Jos: legiunea II Augusta, legiunea XX Valeria Victrix
- Germania de Jos: legiunea I Minervia, legiunea XXX Ulpia Victrix
- Germania de Sus: legiunea VIII Augusta, legiunea XXII Primigenia
- Raetia: legiunea III Italica
- Noricum: legiunea II Italica
- Pannonia de Sus: legiunea X Gemina, legiunea XIV Gemina
- Panonnia de Jos: legiunea I Adiutrix, legiunea II Adiutrix
- Moesia de Sus: legiunea IV Flavia, legiunea VII Claudia
- Moesia de Jos: legiunea I Italica, legiunea XI Claudia
- Dacia: legiunea V Macedonica, legiunea XIII Gemina
- Cappadocia: legiunea XII Fulminata, legiunea XV Appolinaris
- Siria: legiunea IV Scythica, legiunea XVI Flavia
- Fenicia: legiunea III Gallica
- Iudeea: legiunea VI Ferrata, legiunea X Fretensis
- Mesopotamia: legiunea I Parthica, legiunea III Parthica
- Arabia: legiunea III Cyrenaica
- Egipt: legiunea I Iulia Alexandria, legiunea II Traiana
- Numidia: legiunea III Augusta
- Italia: legiunea VII Gemina
- Spania: legiunea II Parthica[106]

## Armata bizantină (641-1071)
Pentru detalii, vezi: Armata bizantină.
Armata bizantină a fost corpul principal de oaste al forțelor bizantine, care acționa alături de marina bizantină. Descendent direct al armatei romane, armata bizantină a menținut un nivel similar de disciplină, pricepere strategică și organizare. A fost printre cele mai eficiente armate din vestul Eurasiei o mare perioadă din Evul Mediu, între 330 - 1453, însă prezentul articol tratează situația armatei bizantine în perioada 641 - 1071.

## Armata bizantină (Dinastia Comnen) (1071-1204)
Perioada Comneniană a marcat o renaștere a armatei bizantine. La începutul acestei perioade, în 1081, Imperiul Bizantin a fost redus la cea mai mică mărime teritorială din istoria sa. Înconjurat de dușmani și financiar distrus de o lungă perioadă de război civil, perspectivele imperiului nu arătau bine. Armata bizantină a fost redusă la o umbră: în secolul al XI-lea, decenii de pace și de neglijare a redus vechile forțe thematice, iar în bătălia de la Manzikert din 1071 a fost distrus tagmata profesională, cea care era baza armatei bizantine. Pierderea ulterioară a Asiei Mici a lipsit Imperiul de principalul centru de recrutare. În Balcani, în același timp, Imperiul a fost expus la invaziile Regatului Normand al Siciliei și la raiduri pecenege de-a lungul Dunării.

## Armata bizantină (Dinastia Paleolog) (1261 - 1453)
După Cruciada a Patra, Constantinopolul devine capitala Imperiului Latin de Răsărit. Jefuirea Constantinopolului de către cruciați a fost una din marile tragedii ale perioadei medievale.